# Tysięczniki polskie

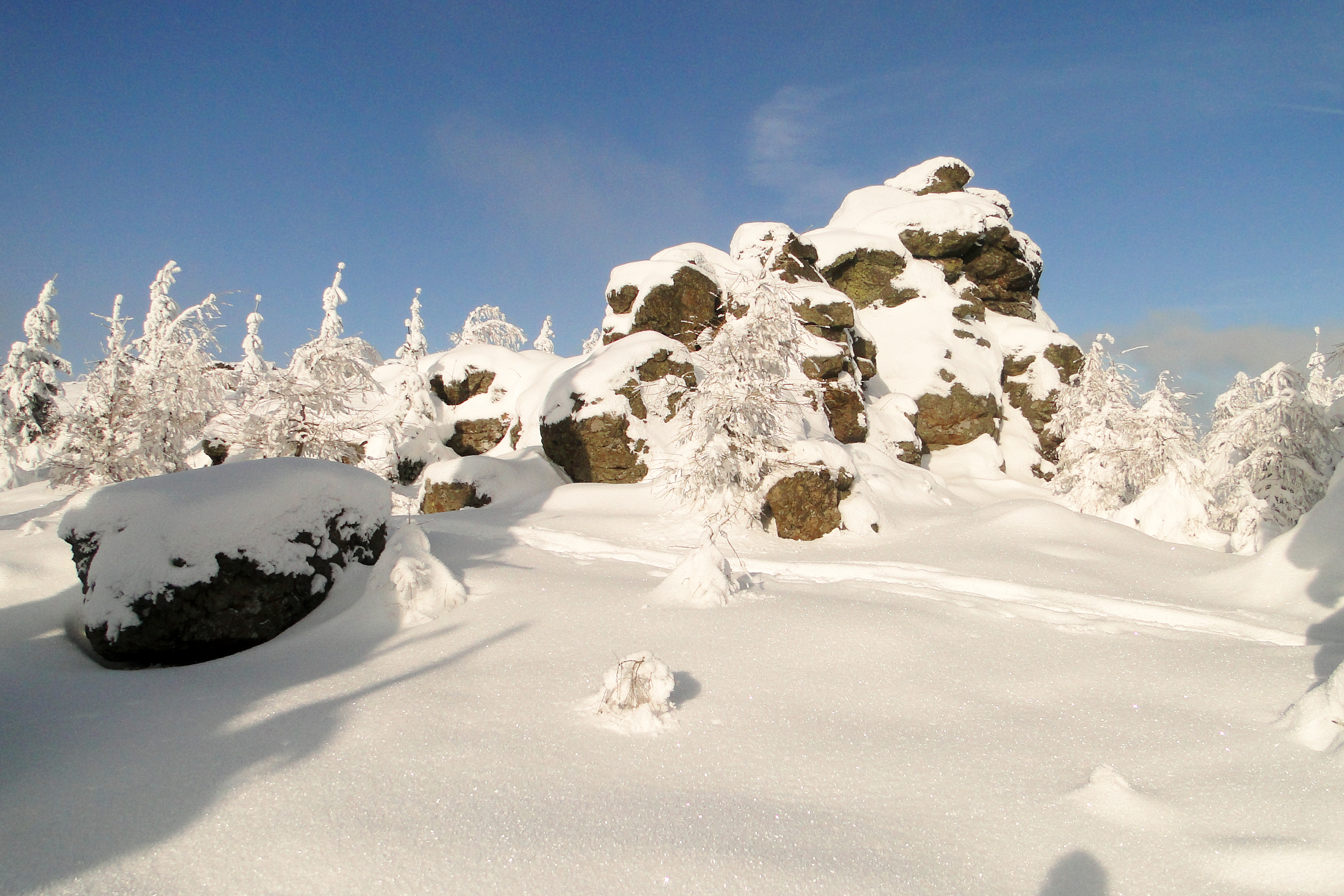
Zwalisko (Góry Izerskie)

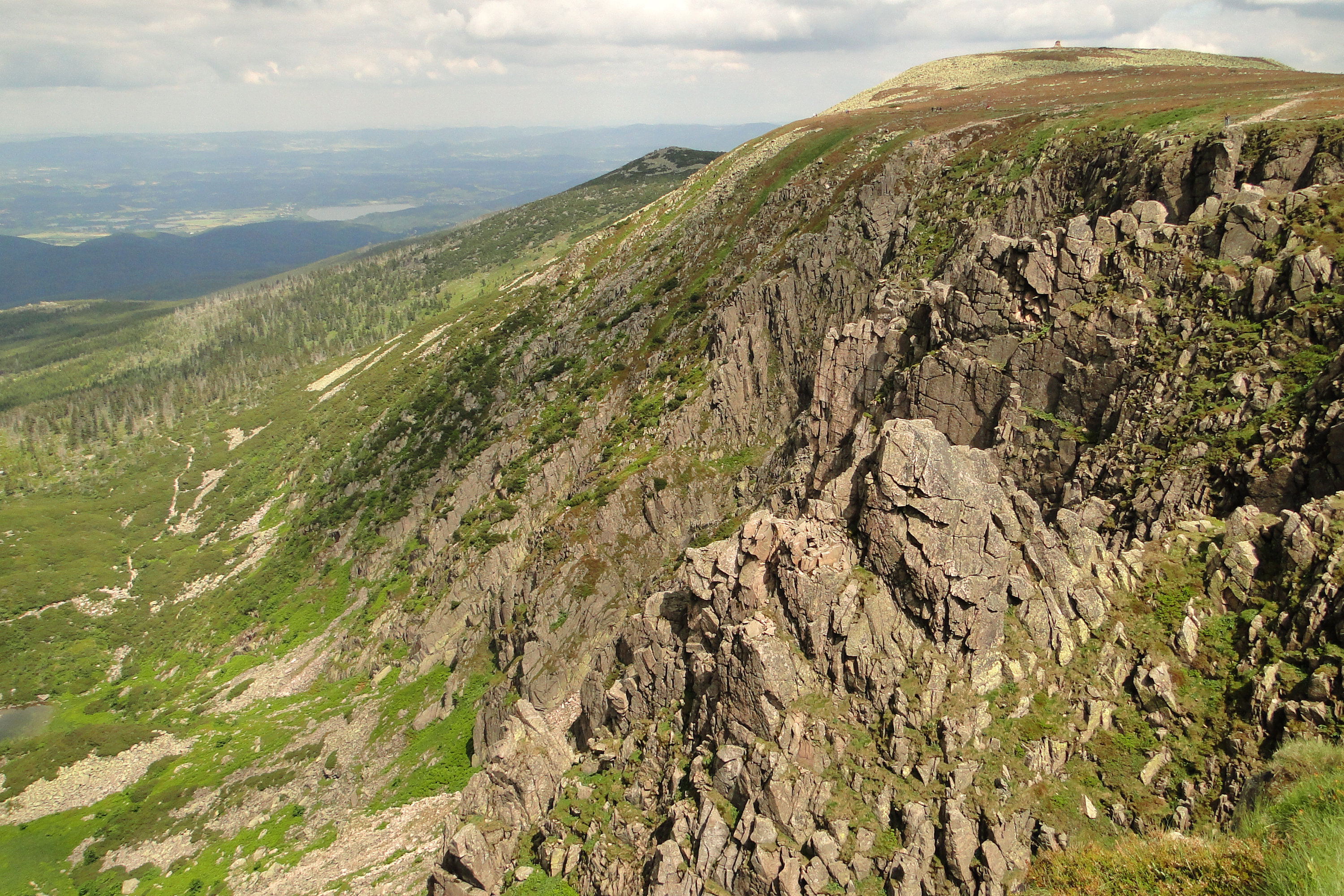
Wielki Szyszak, za nim po lewej Śmielec (Karkonosze)

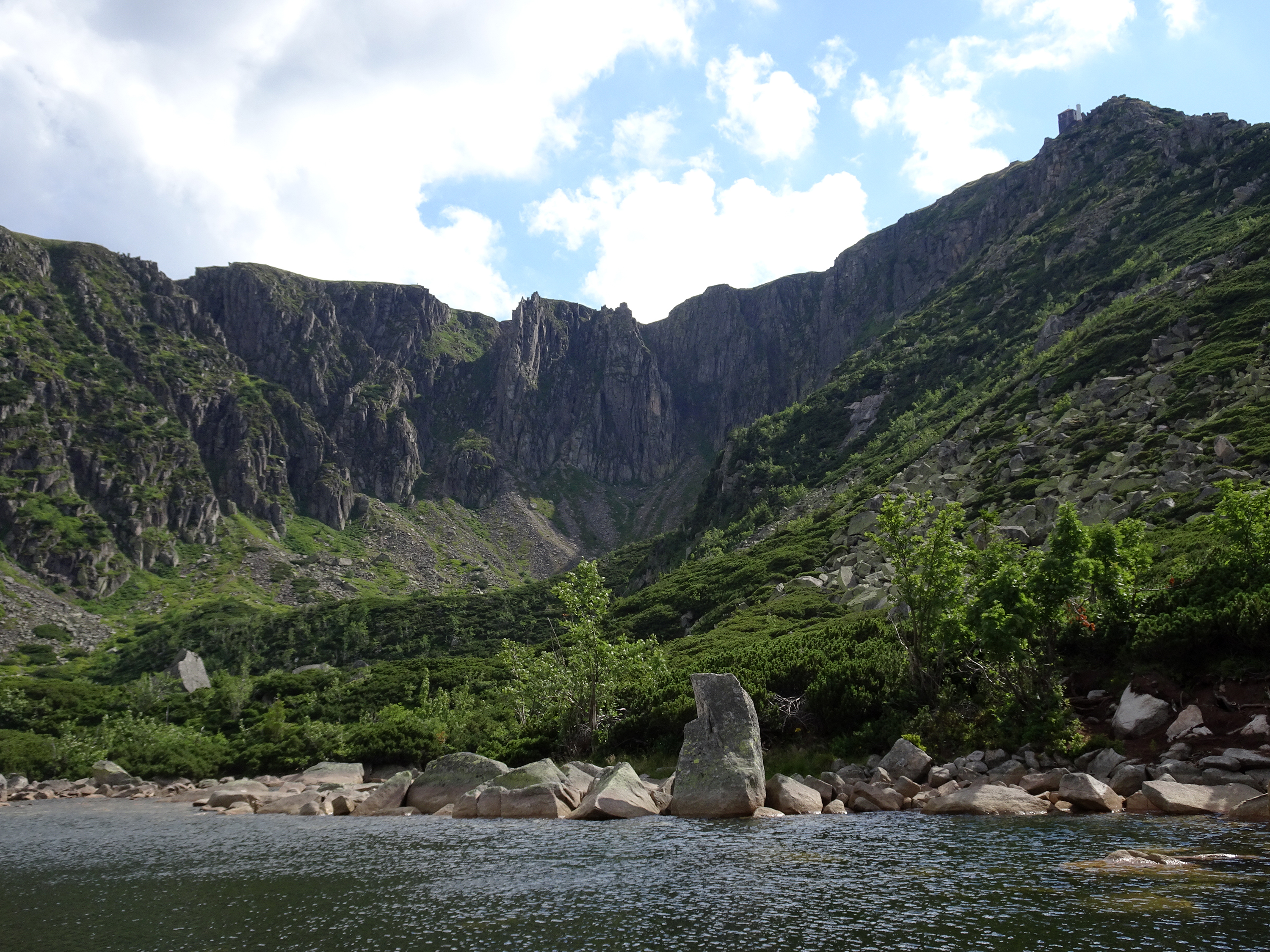
Widok znad Śnieżnych Stawków na Czarcią Ambonę (Karkonosze)

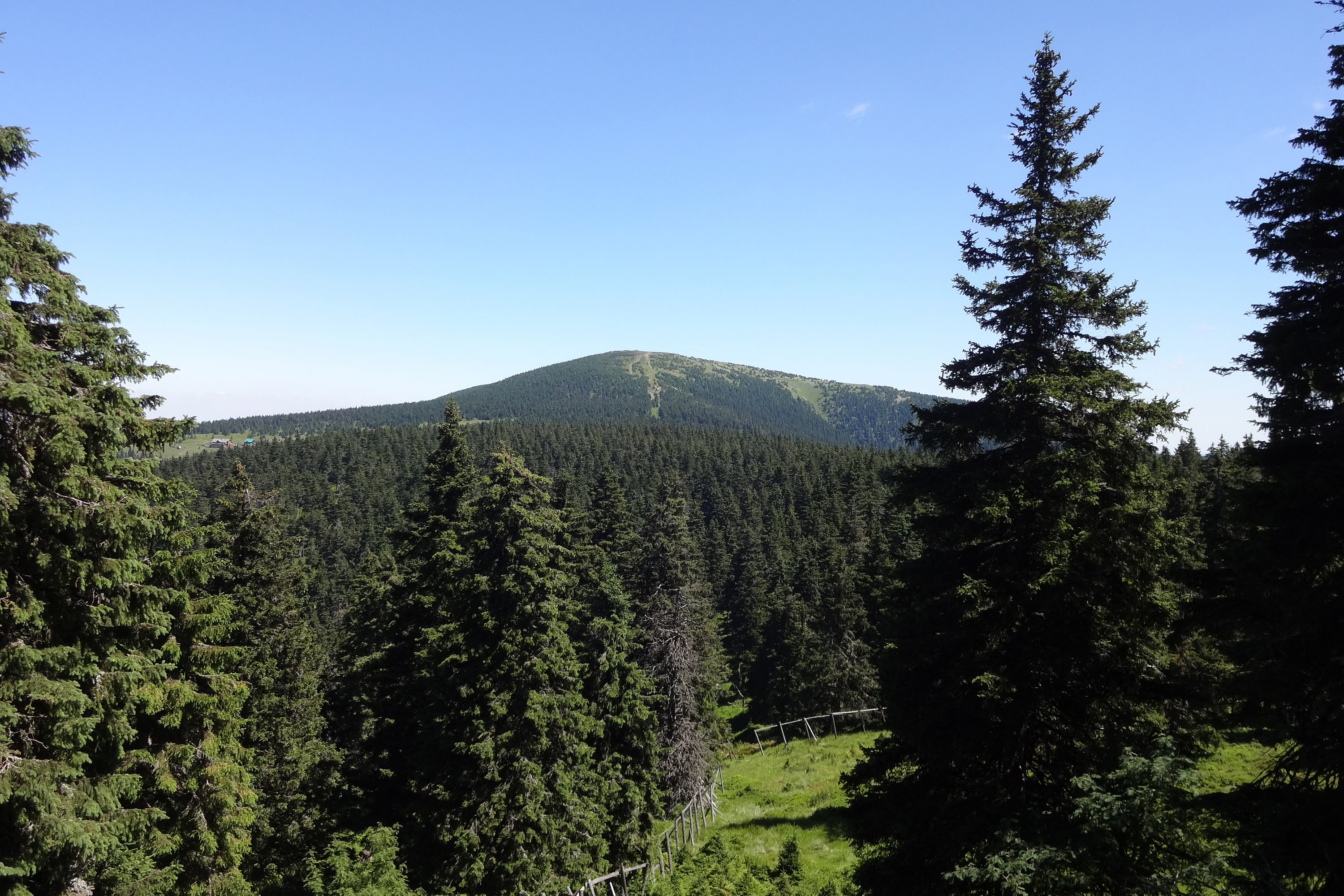
Śnieżnik

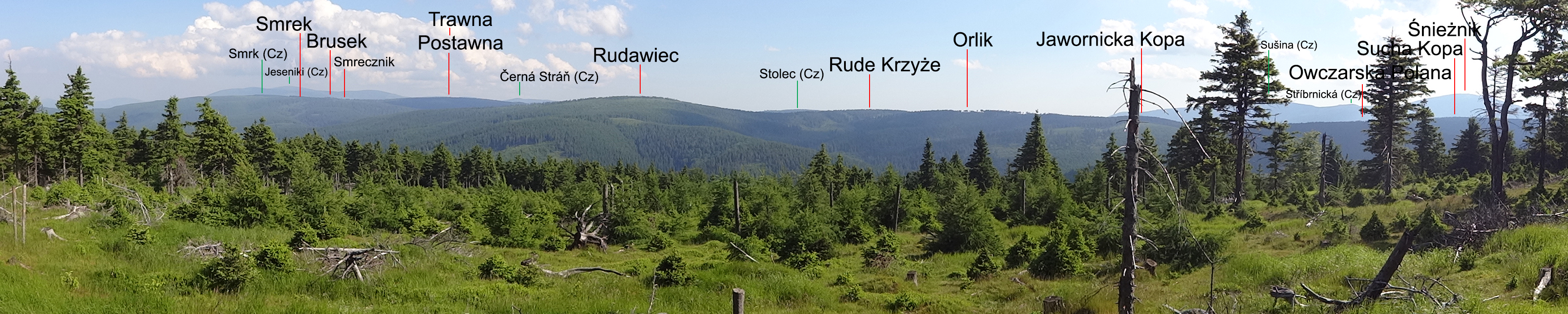
Widok na Góry Bialskie spod Czernicy

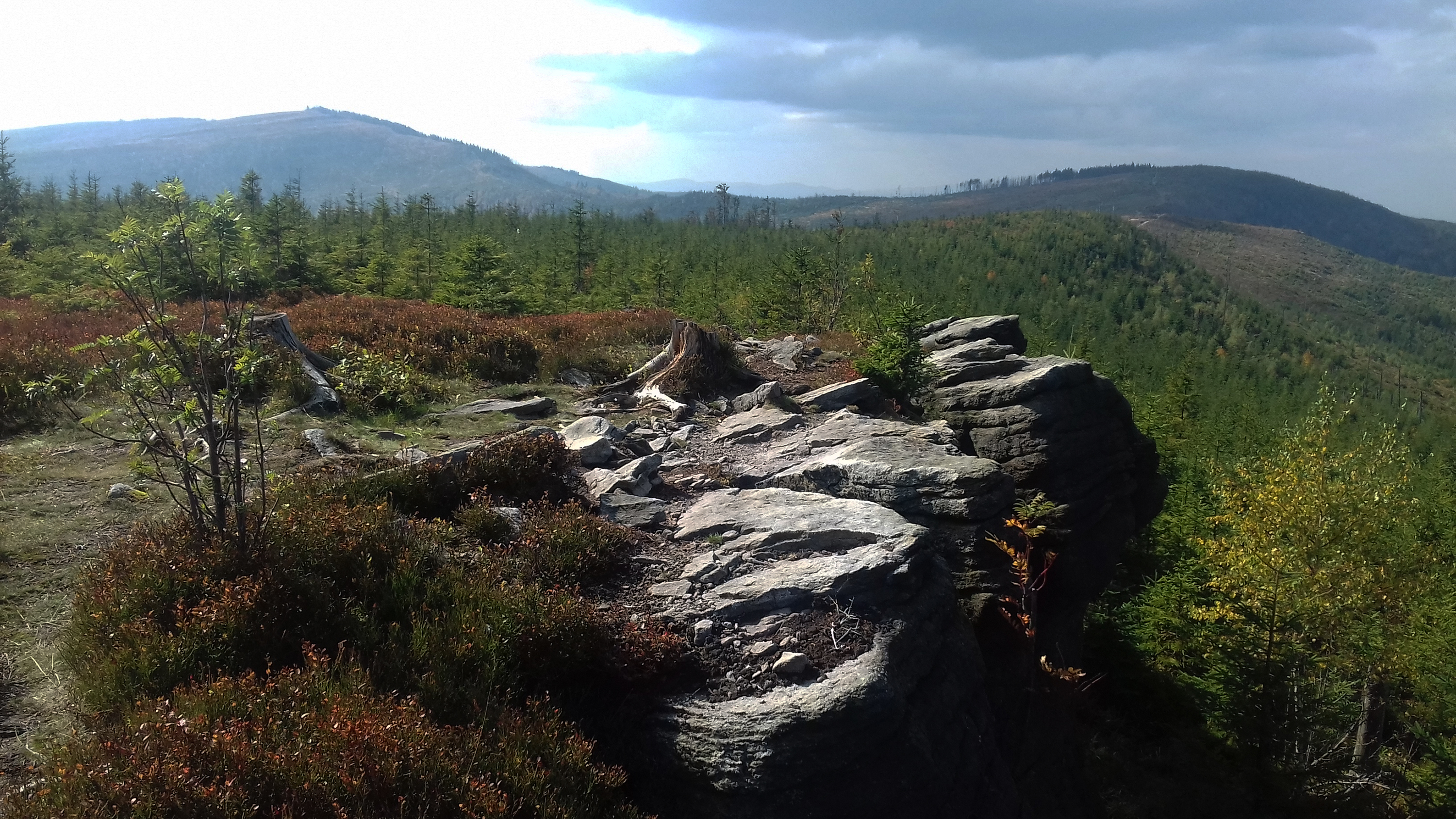
Barania Góra i Magurka Wiślańska z Magurki Radziechowskiej (Beskid Śląski)

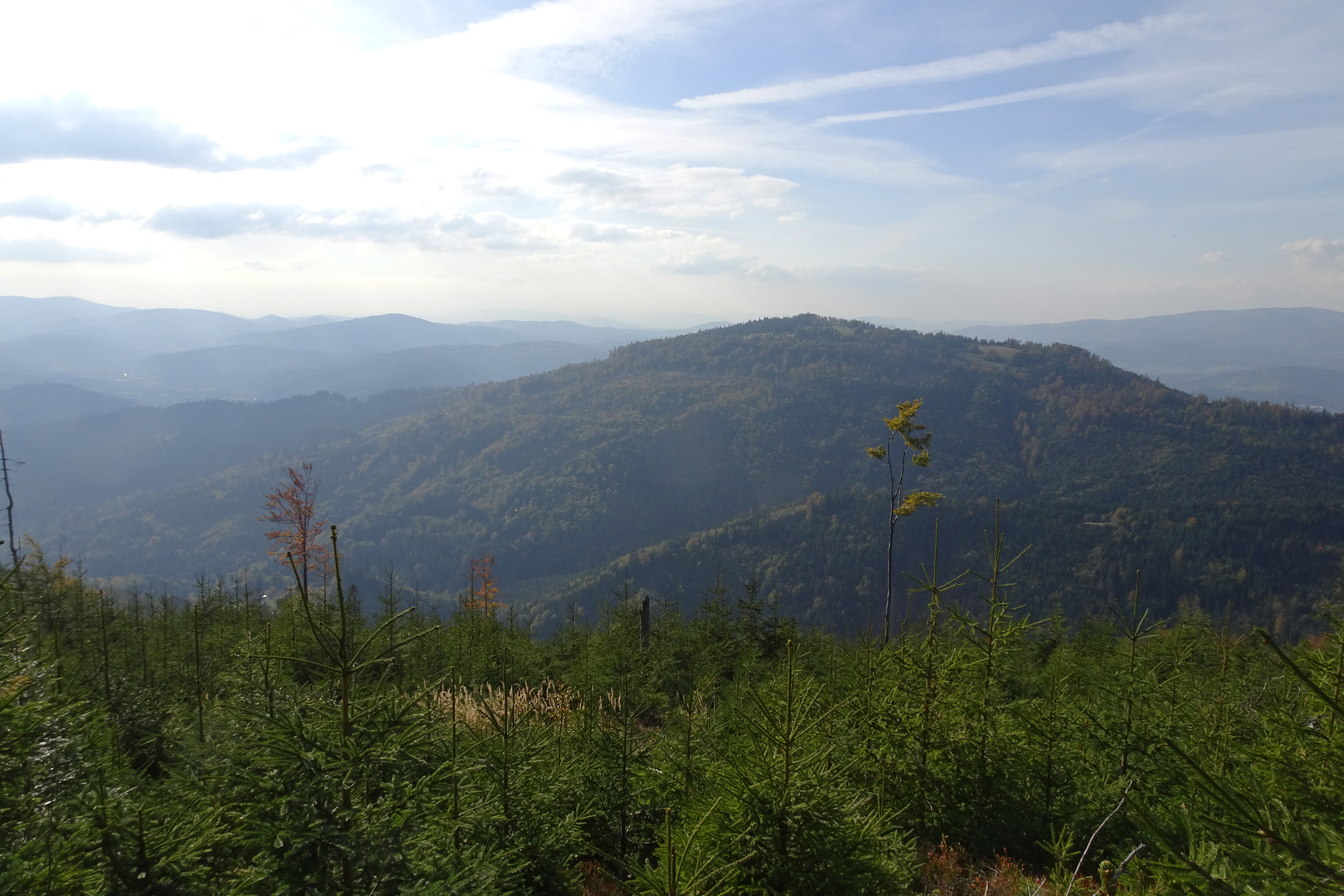
Sucha Góra w Beskidzie Żywieckim

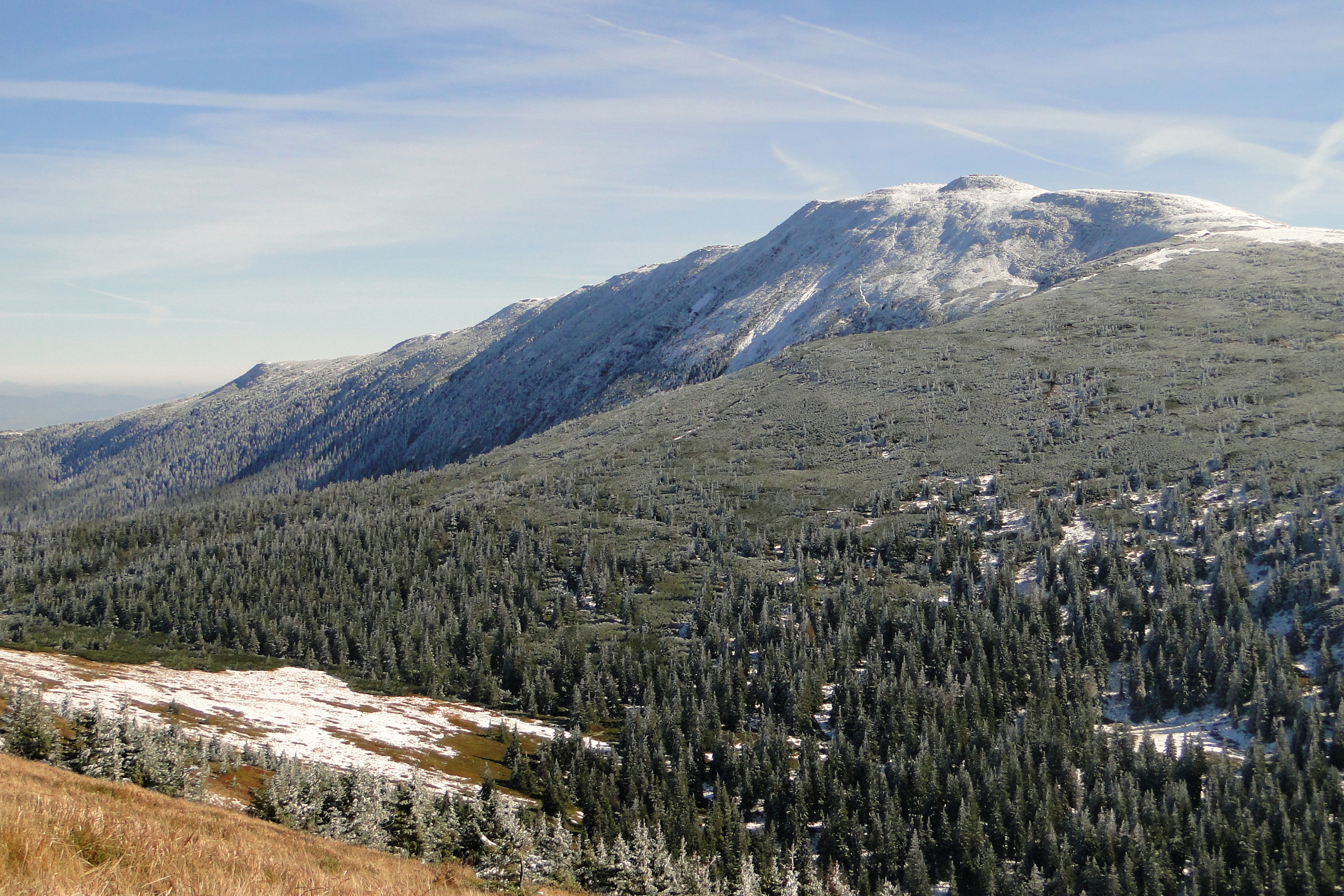
Widok na Babią Górę z Małej Babiej

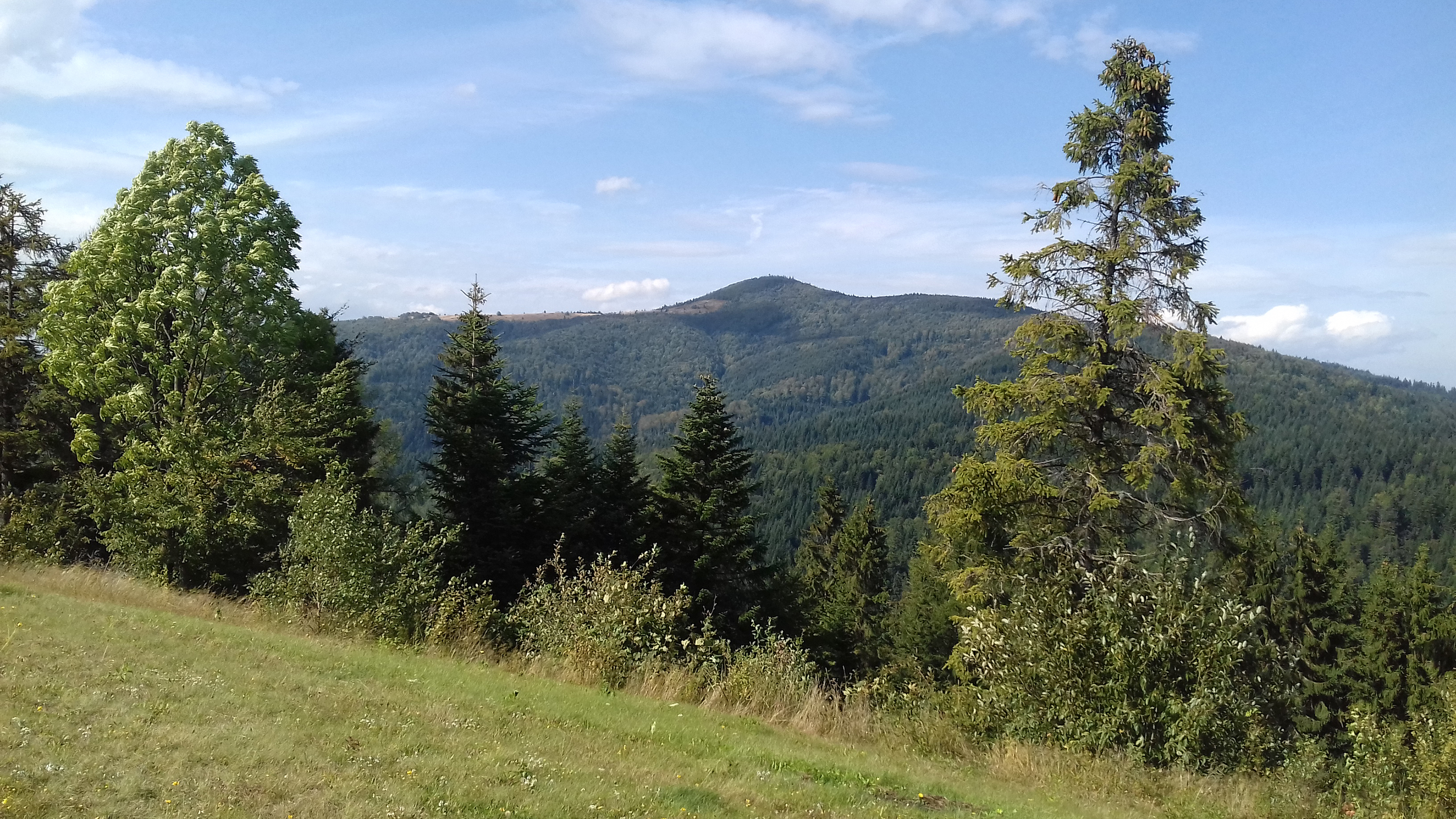
Mogielica (Beskid Wyspowy)

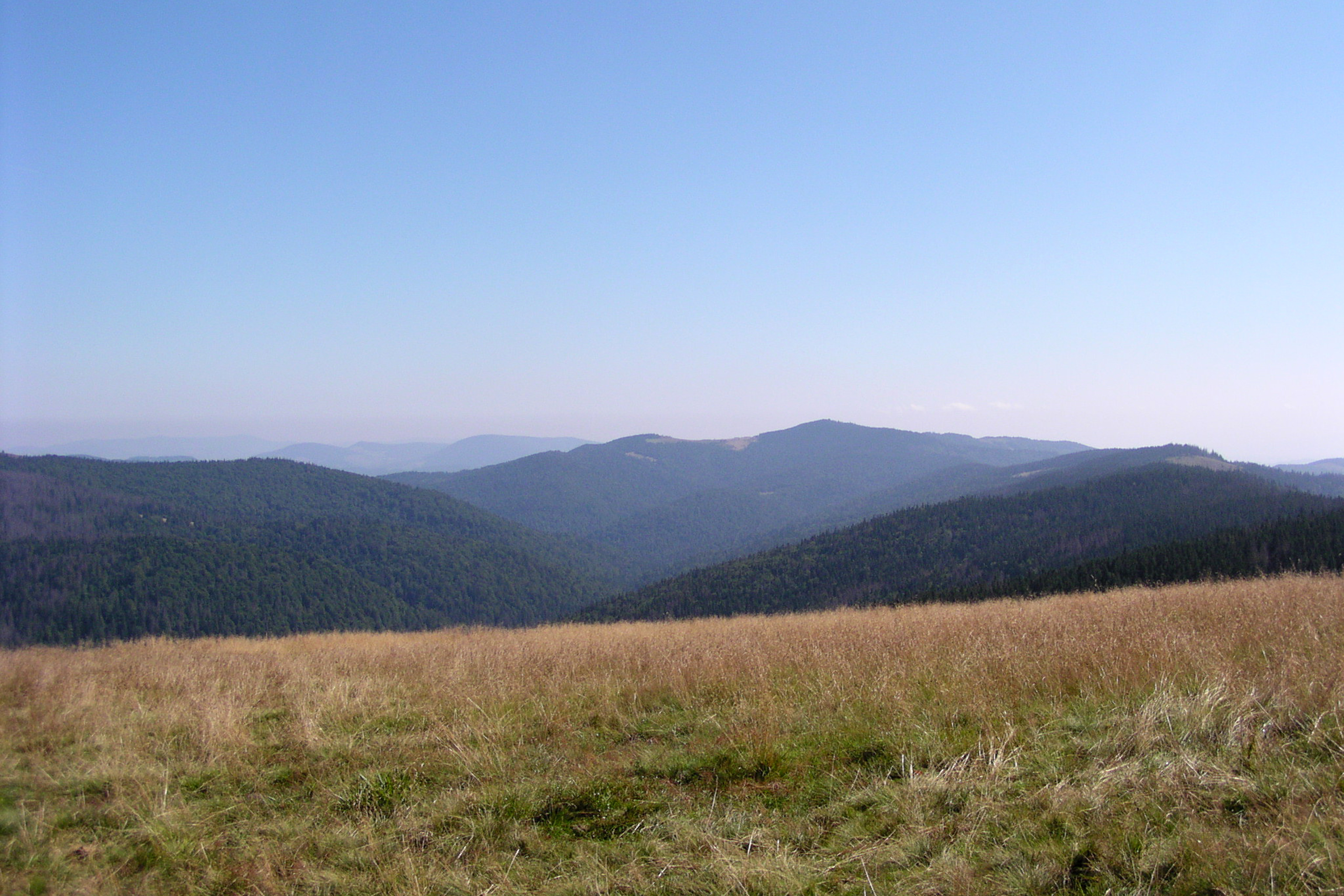
Widok na Gorc z Hali Jaworzyna. W środku kadru Gorc Kamienicki, na lewo na drugim planie Modyń. Po prawej Przysłop (Gorce)

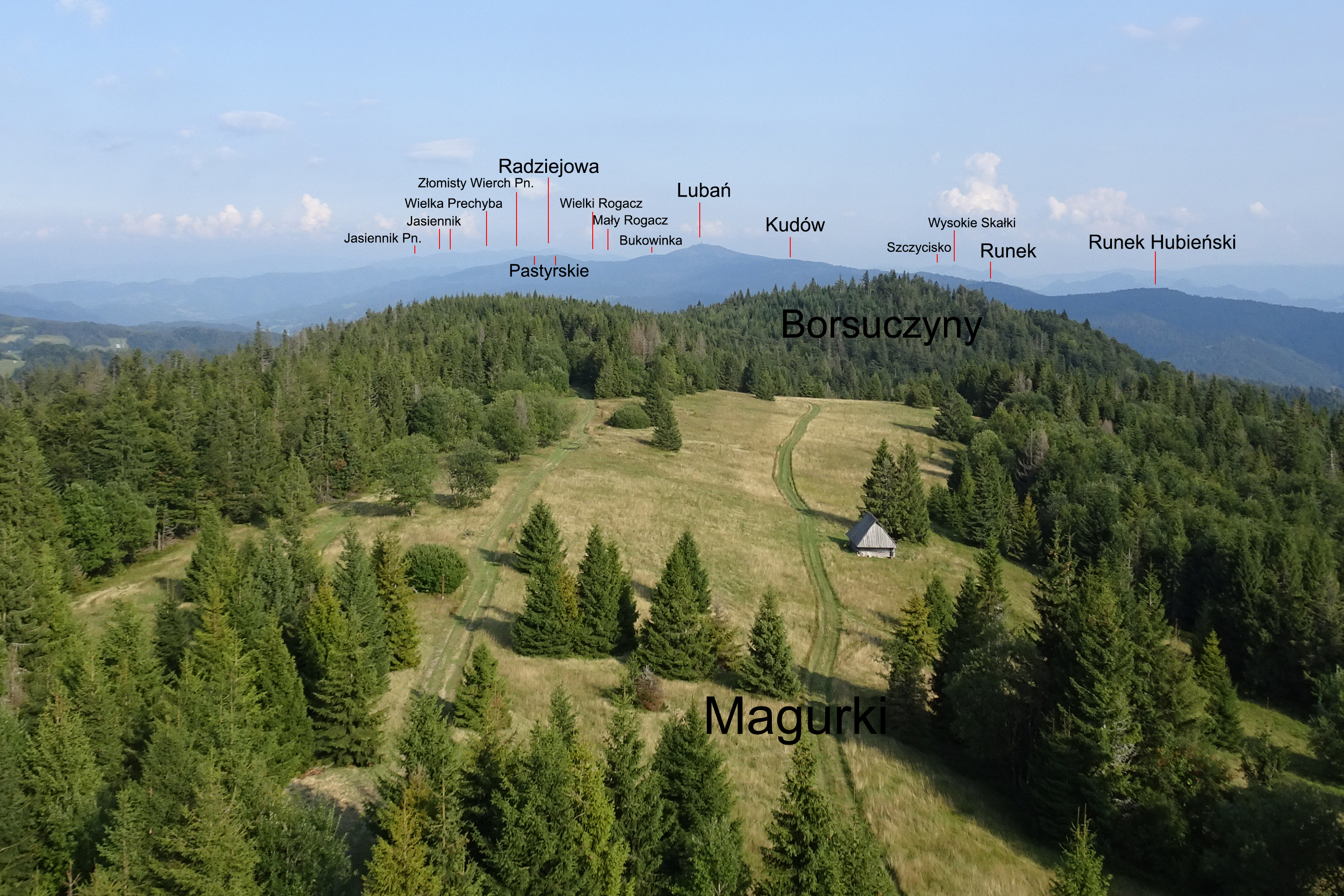
Widok z Magurek (Gorce)

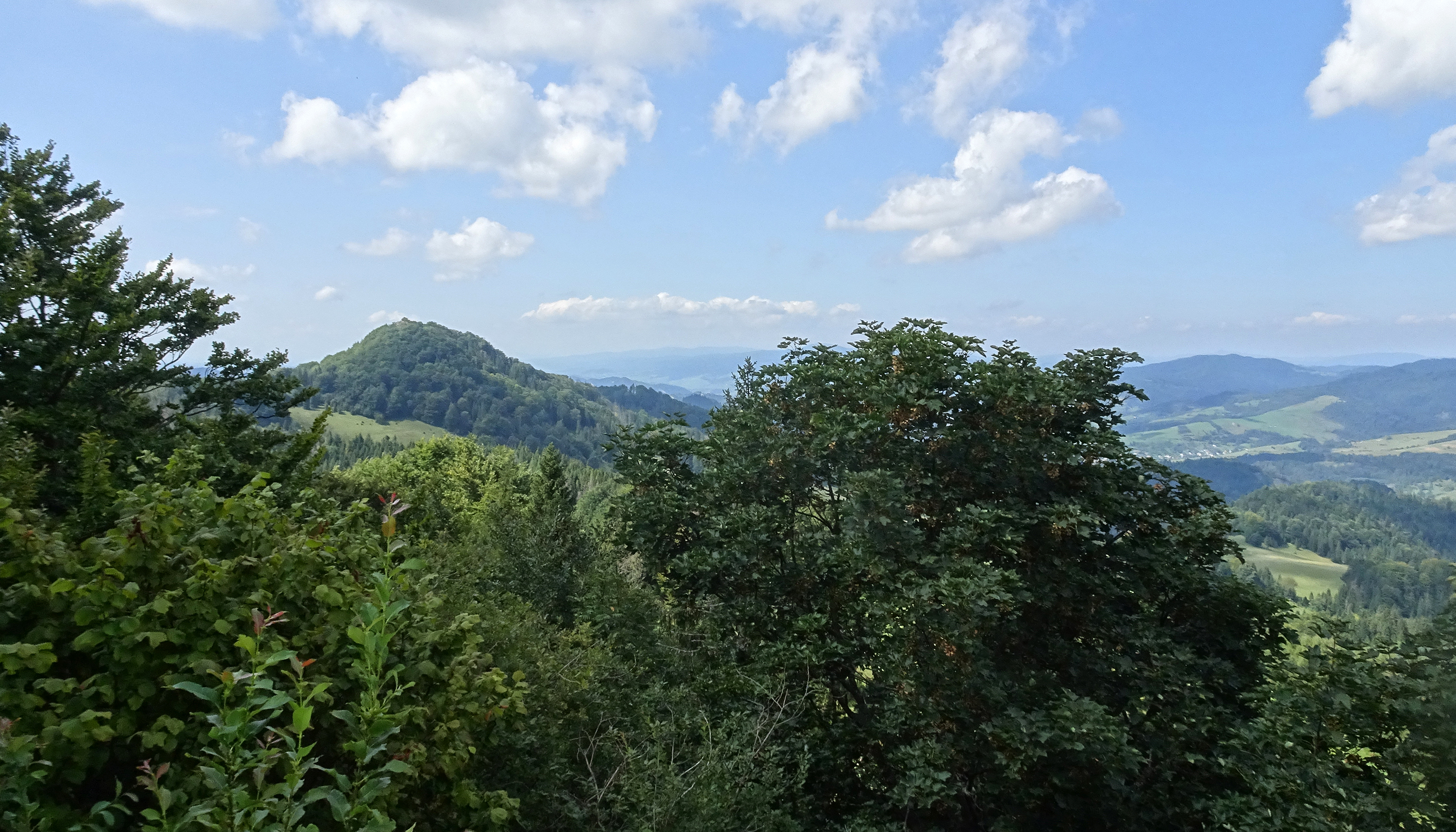
Wysokie Skałki widziane z mało znanej Jaworzyny 1001 (Małe Pieniny)

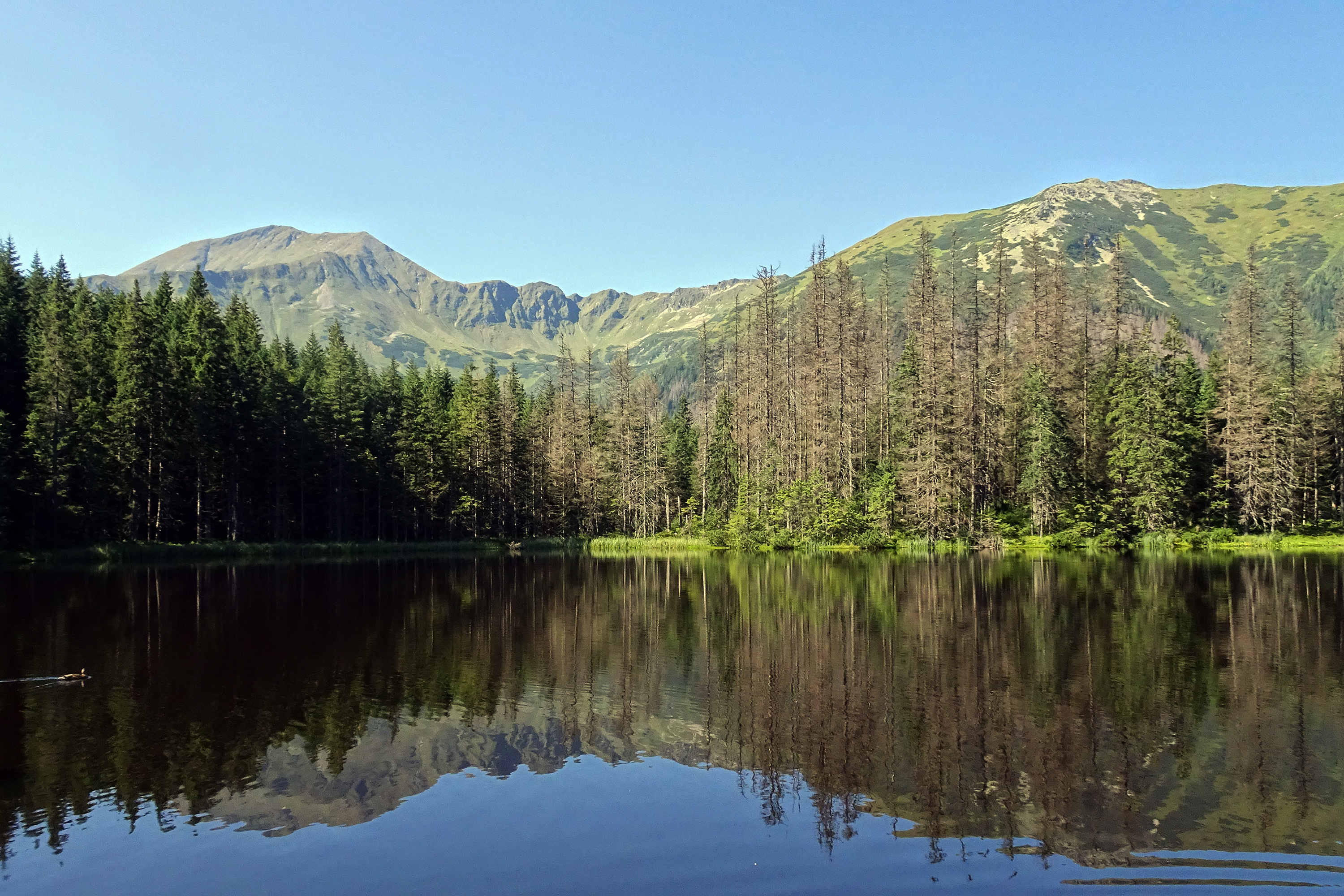
Widok znad Smreczyńskiego Stawu. Po lewej Bystra i Błyszcz, po prawej Siwe Skały na zboczach Zadniego Ornaku (Tatry Zachodnie)

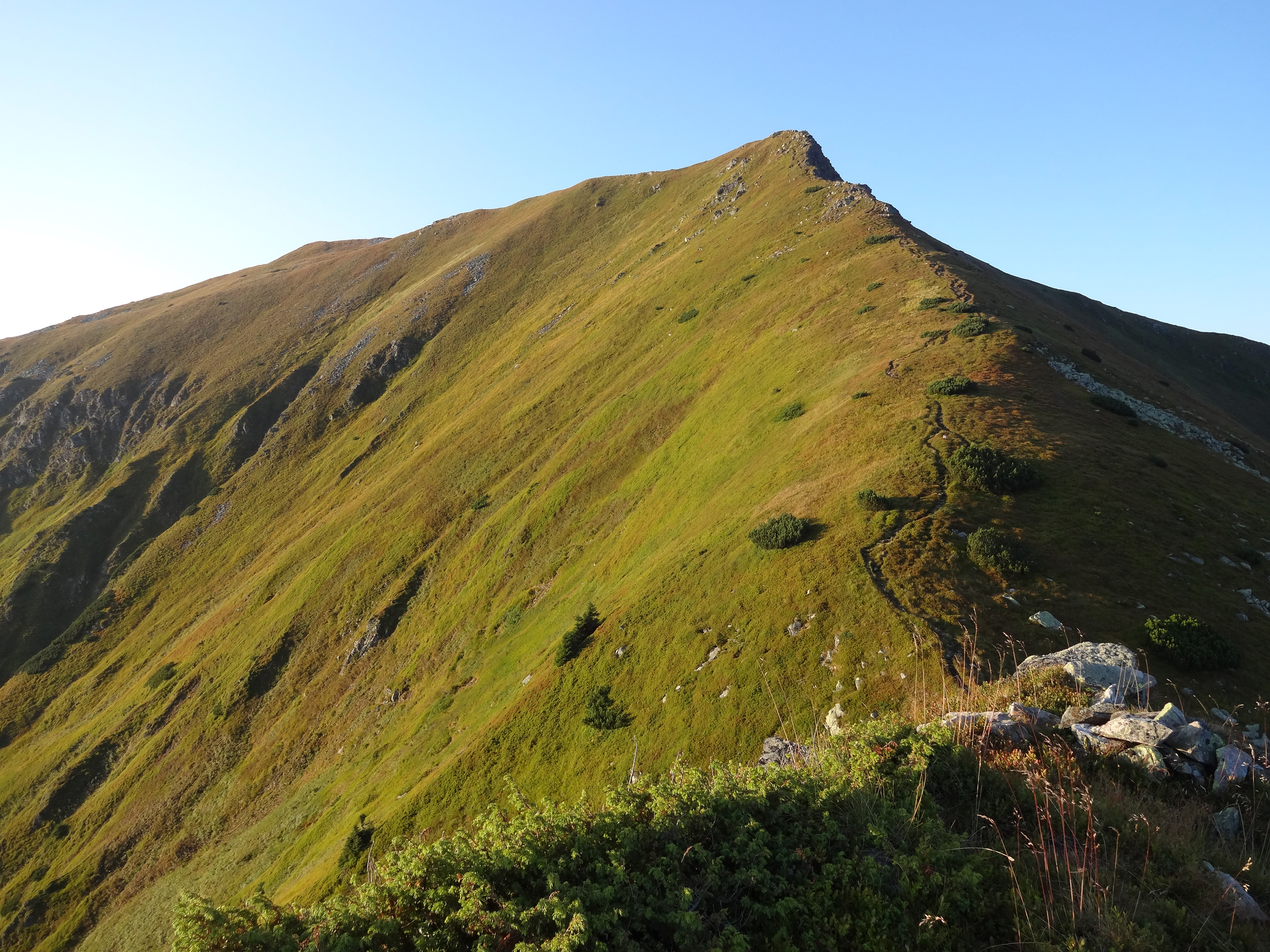
Tomanowy Wierch Polski (Tatry Zachodnie)

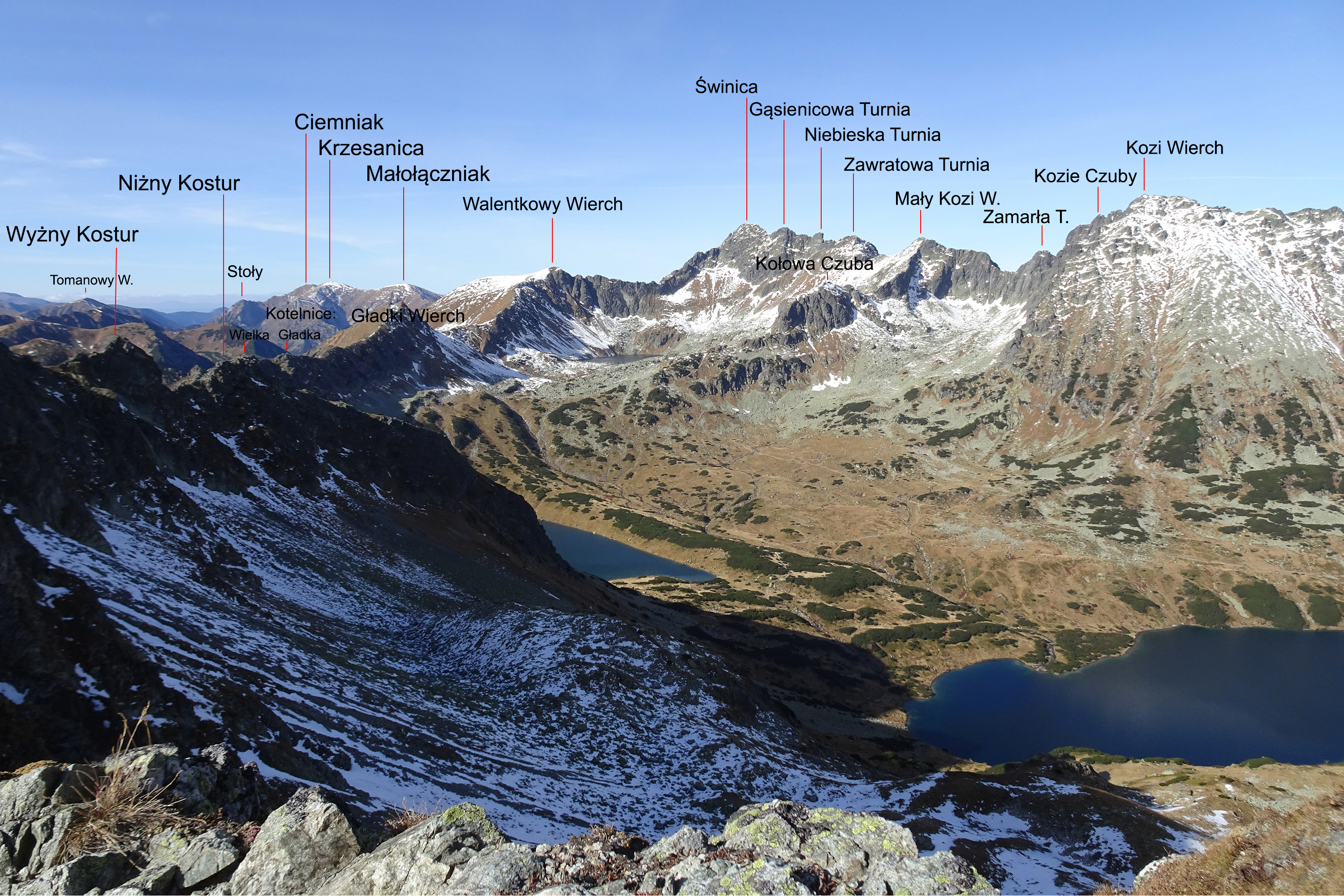
Widok ze Szpiglasowej Przełęczy (Tatry Wysokie)

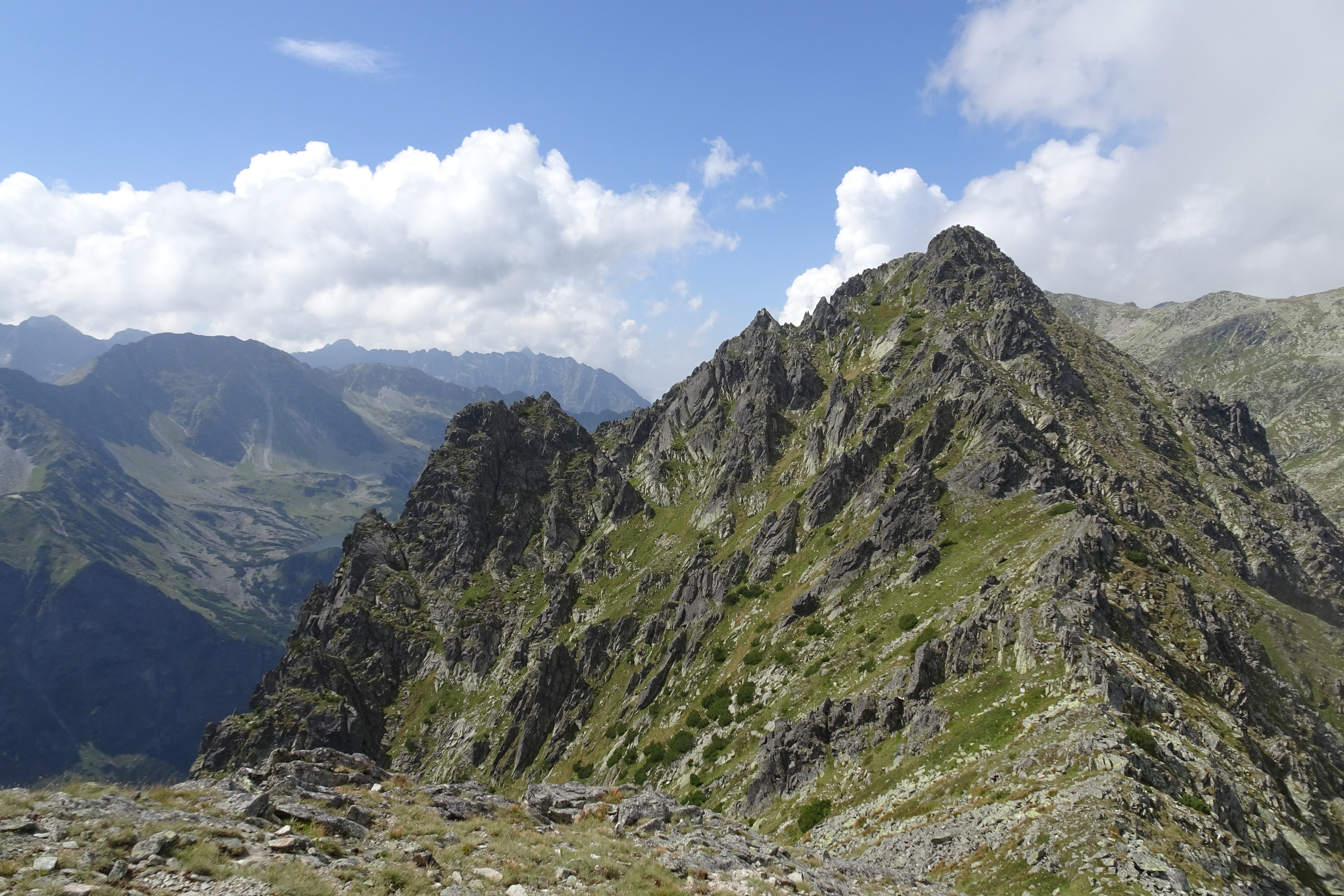
Pośredni Wołoszyn (Tatry Wysokie), w środku kadru nienazwana turnia

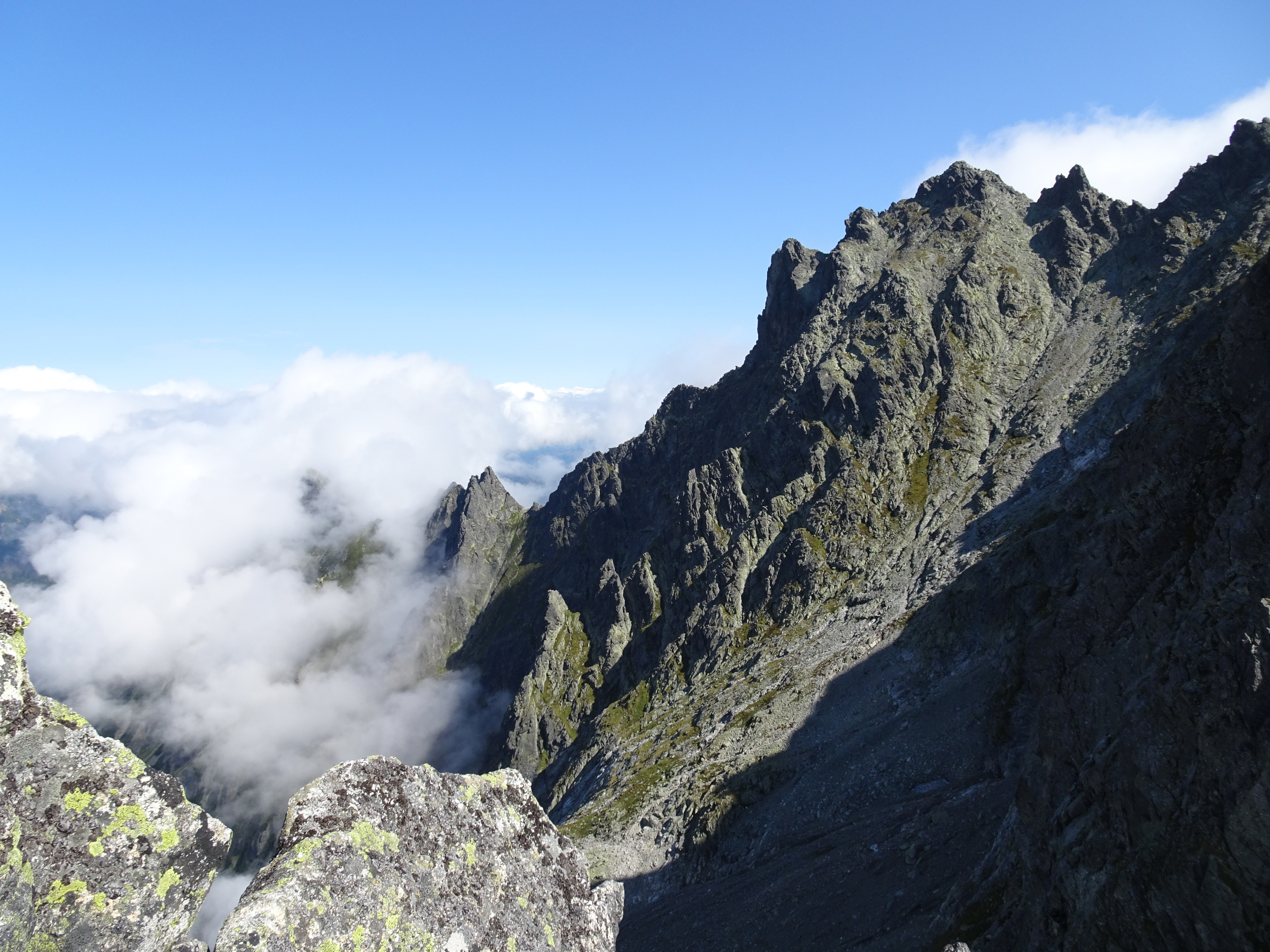
Niżne Rysy, niżej po lewej Żabi Mnich (z Żabim Kapucynem i Żabią Lalką), poniżej na środku widoczne Tomkowe Igły (Tatry Wysokie)

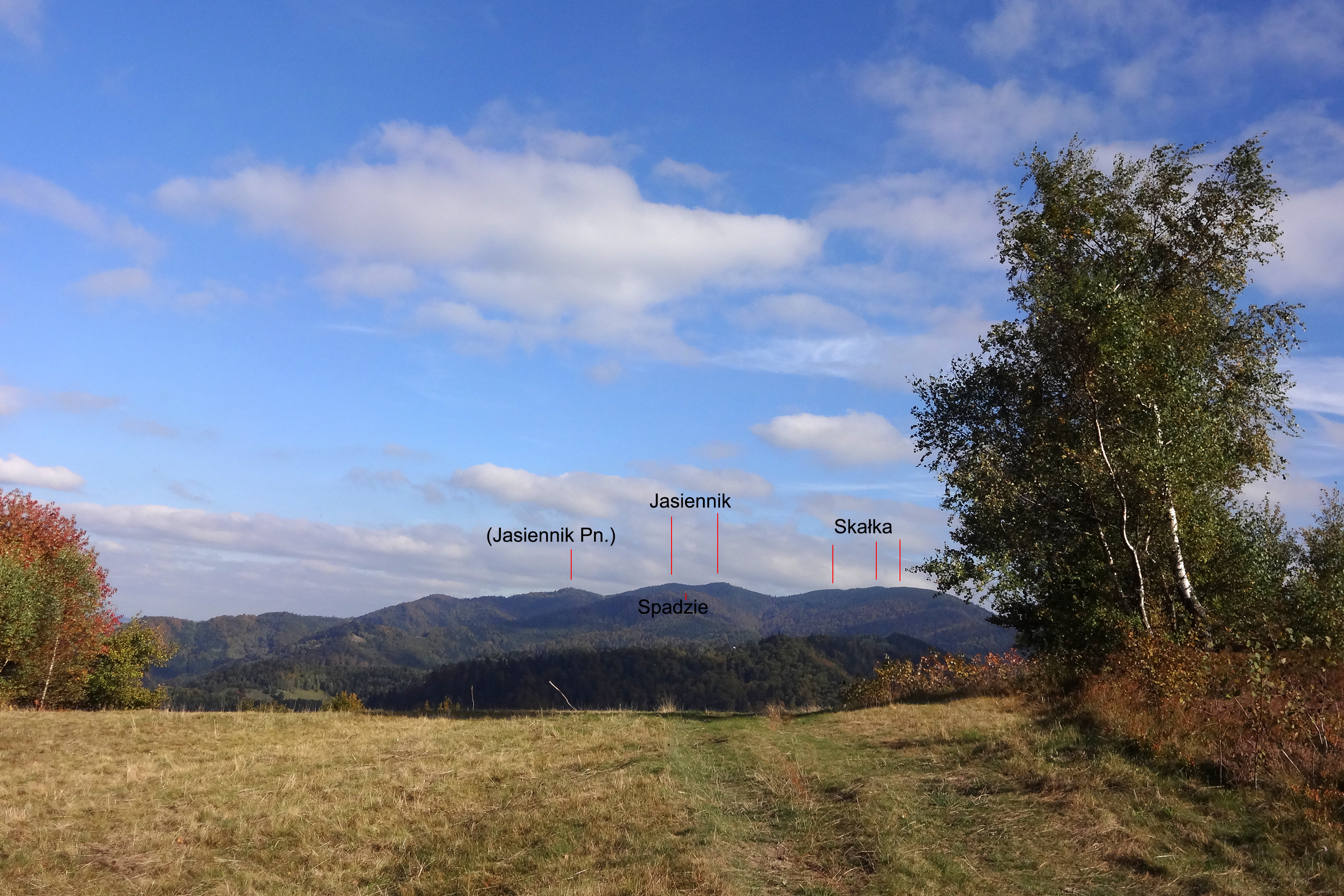
Widok od zachodu na szczyty Pasma Radziejowej Beskidu Sądeckiego

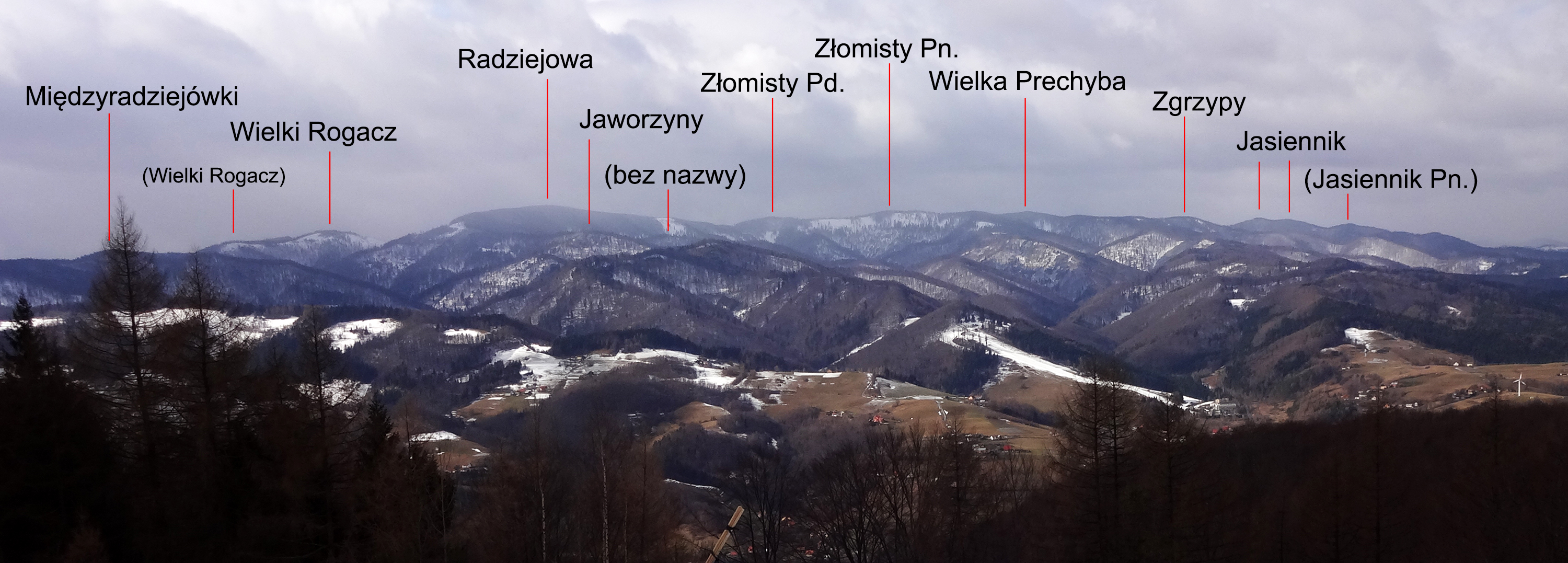
Widok na Pasmo Radziejowej Beskidu Sądeckiego z Makowicy

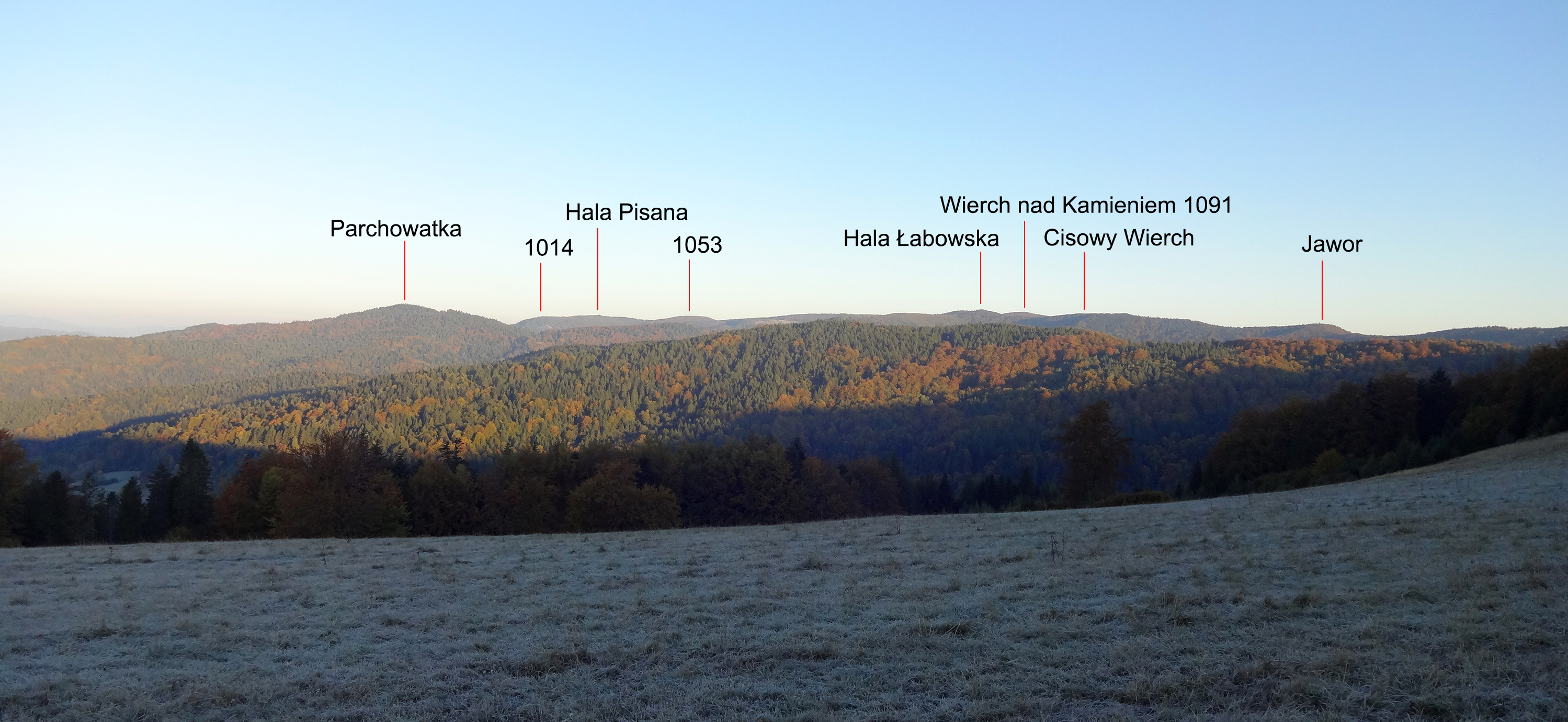
Widok na Pasmo Jaworzyny Krynickiej Beskidu Sądeckiego z hal nad Wierchomlą

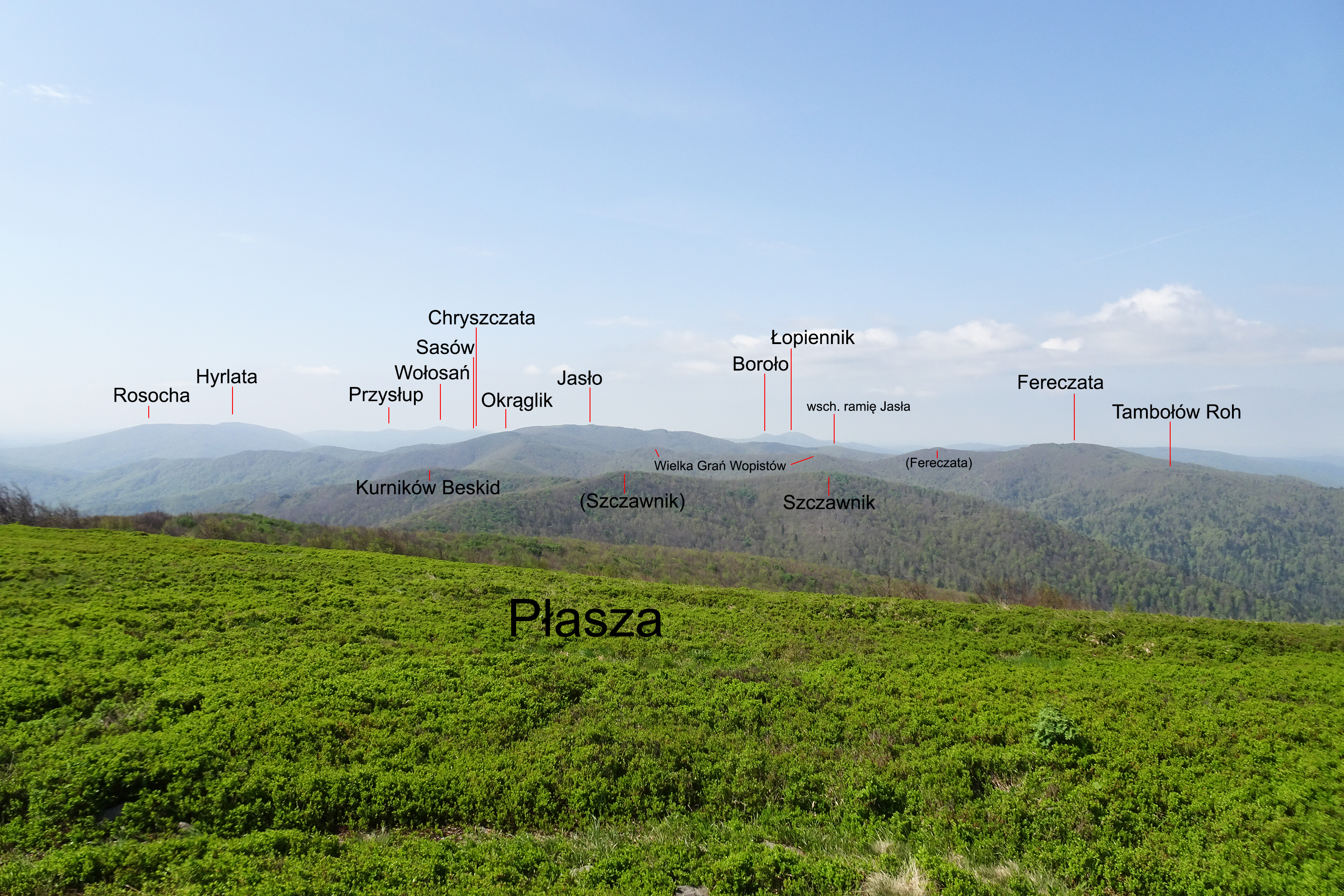
Widok z Płaszy na północny zachód (Bieszczady, pasmo graniczne)

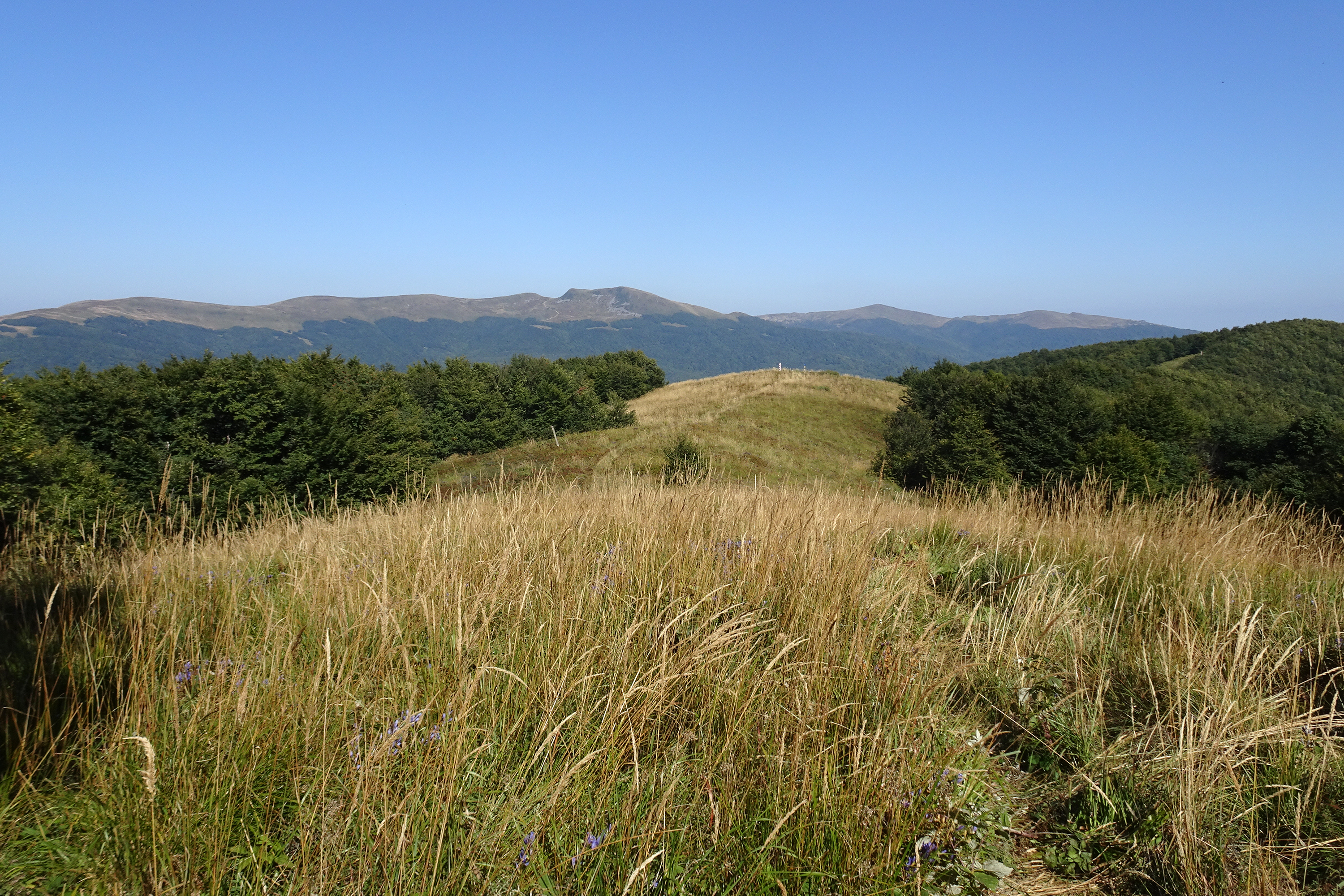
Widok z Połoninki na Tarnicę (w środku). Na lewo od Tarnicy: Mała Tarnica i Szeroki Wierch. Na prawo: Kiśniczki, Halicz i Rozsypaniec (Bieszczady)

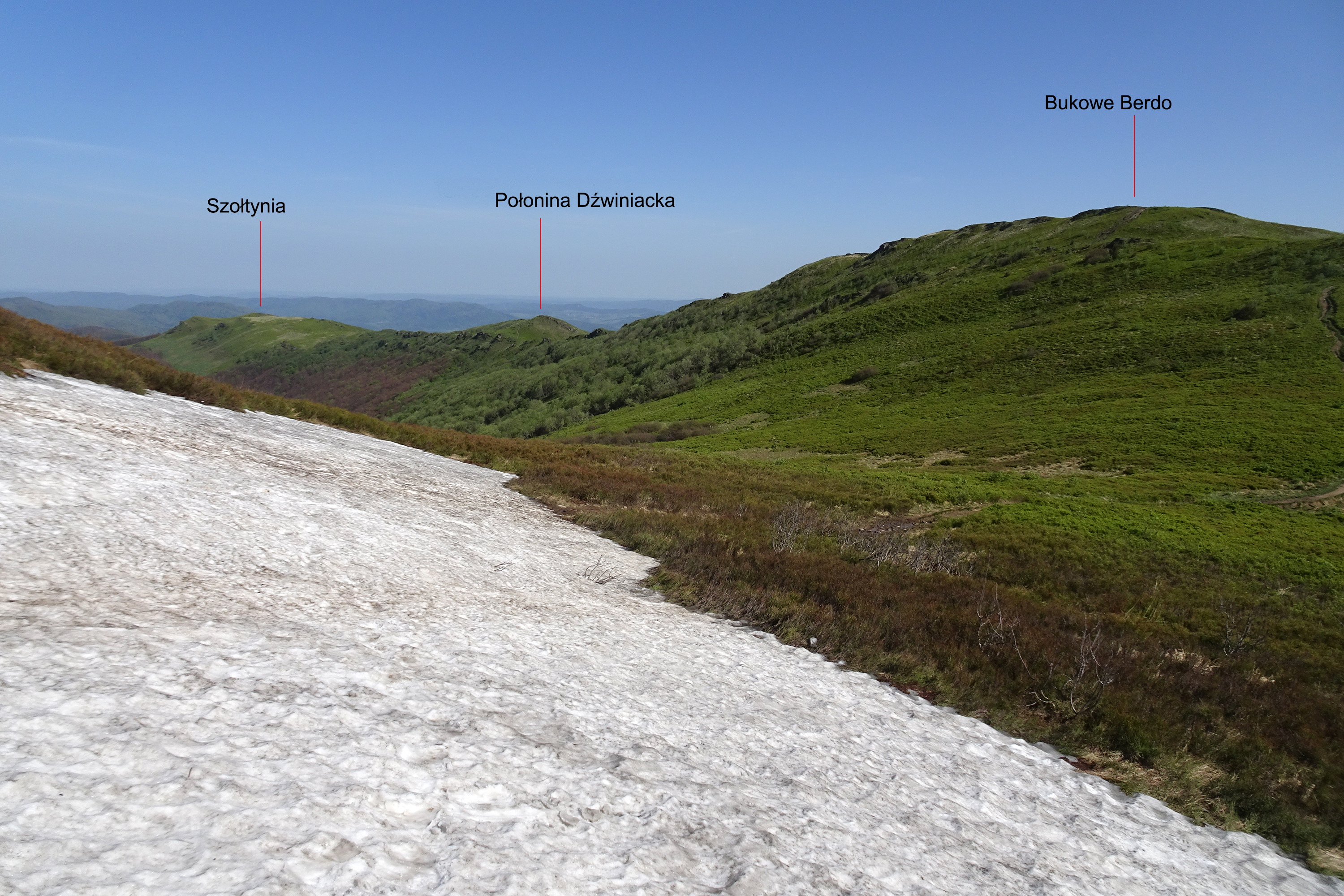
Widok spod Krzemienia na Bukowe Berdo (Bieszczady)

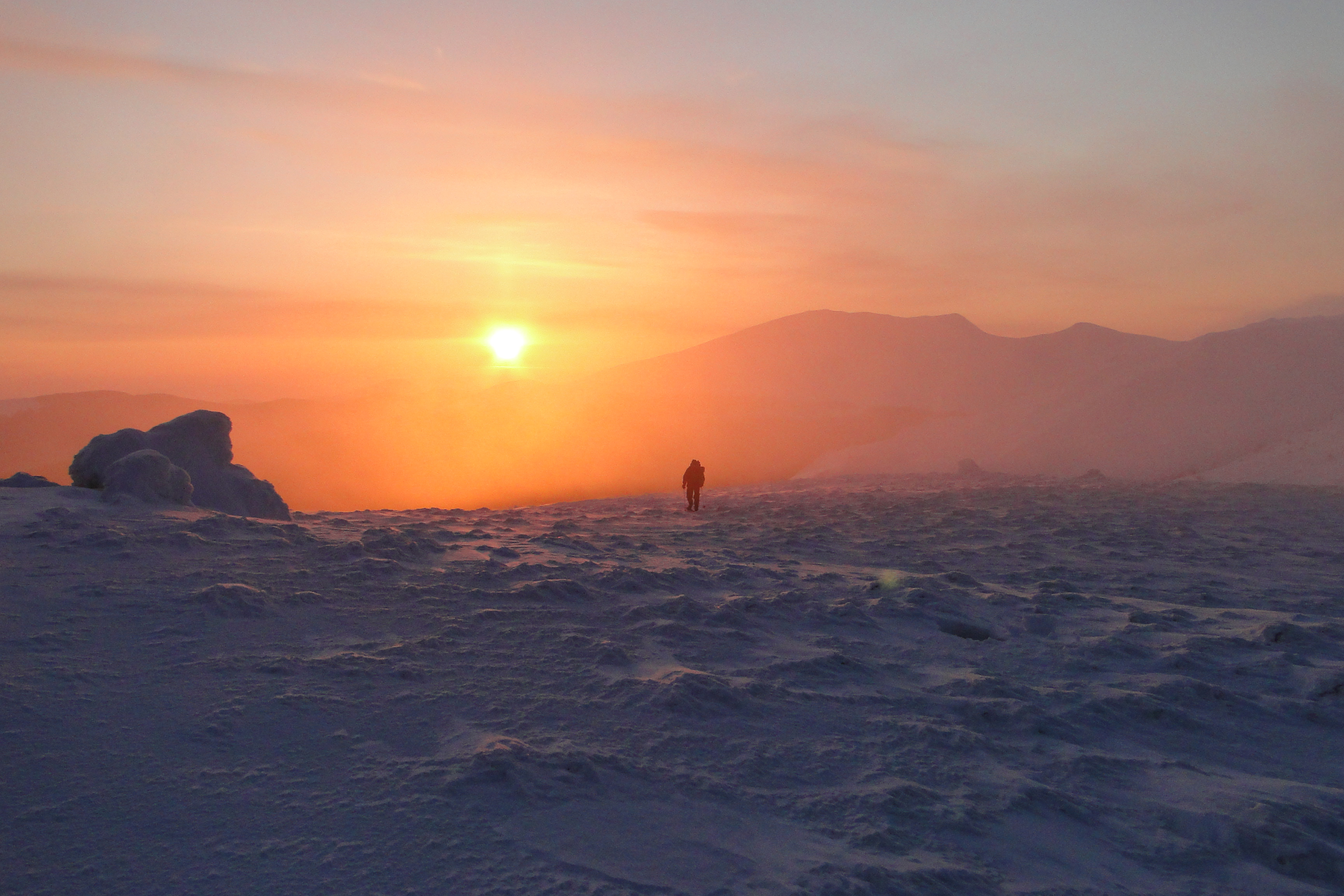
Tarnica i Mała Tarnica. Bezpośrednio pod słońcem – Kiśniczki

Tysięczniki polskie – z założenia kompletna lista 651 szczytów górskich położonych na obszarze Polski, o wysokości przekraczającej 1000 m n.p.m. W przeciwieństwie do wielu innych list, nie jest to lista miejsc nazwanych, ale szczytów o „zauważalnym” wyniesieniu ponad otoczenie, rozumianym jako odpowiednia wybitność, czyli minimalna deniwelacja względna (mdw). Parametr ten jest uważany za jedno z najwłaściwszych kryteriów klasyfikacji wierzchołków. Nieuwzględnienie go prowadzi do konieczności rozważania każdego kamienia wyższego od sąsiednich kamieni. Przykładowo, w 1992 roku Alan Dawson opublikował Istotne wzgórza brytyjskie, listę wszystkich wzniesień Wielkiej Brytanii o mdw przekraczającym 500 cali (czyli około 12,5 m). W naszym systemie metrycznym za dolny próg mdw sensownie jest przyjmować 15, 10 lub 5 m. Na poniższej liście umieszczono wszystkie polskie tysięczniki o mdw nie mniejszej niż 15 metrów, a w łagodniejszych pasmach próg ten obniżono do 10 lub nawet 5 m (na przykład w niektórych częściach Sudetów, które uległy znacznej denudacji). Wartość progową mdw podano w tabeli przy nazwie każdego pasma. Ze względu na brak źródeł potwierdzających MDW dla mało wybitnych szczytów, w przypadkach granicznych wybitność określono wg mapy rastrowej Geoportalu.
Ze względu na tak przyjęte kryterium, na liście nie znalazł się niejeden popularny punkt, który szczytem nie jest lub jest nim w sposób nieznaczny, na przykład Kazalnica Mięguszowiecka czy Sokolica pod Babią Górą. Pojawia się na niej za to wiele nienazwanych, lecz wystarczająco wybitnych szczytów. Szczyty te są opisane symbolem NN, z ewentualnym podaniem w nawiasie nazwy innej, nazwanej góry, dla której dany szczyt NN jest wierzchołkiem pobocznym (taka nazwa ma jedynie charakter pomocniczy do lokalizacji i na ogół nie jest poparta źródłem).
Na liście nie uwzględniono sudeckich ostańców, takich jak Słonecznik, Pielgrzymy itp., gdyż nie są one powszechnie uważane za szczyty.
Jako informację o charakterze uzupełniającym do listy dołączono komplet 11 szczytów polskich o wysokościach z przedziału 995–999 (są one wyróżnione kolorem niebieskim) oraz 22 szczyty o mdw nieco mniejszej od wartości progowej przyjętej dla danego pasma, które mimo to z różnych powodów są ważne (te szczyty wyróżnione są na liście kolorem szarym). Łącznie lista obejmuje 684 szczyty.

## Lista szczytów
- Kolumna „lp.” zawiera numerację ogólną.
- Kolumna „nr” zawiera numerację osobną dla każdego pasma.
- W kolumnie „wysokość” podano wysokość według Geoportalu – skanów map rastrowych 1:10 000.
- W kolumnie „szlak” podano, czy przez szczyt lub w jego bezpośrednim pobliżu przechodzi szlak turystyczny[2].
- W kolumnie „uwagi” wskazano na rozbieżności w nazewnictwie, a także w podawanej przez różne źródła wysokości.
- Lokalizacja szczytów. Zlokalizowanie każdego szczytu jest możliwa na podstawie dołączonych schematów poszczególnych pasm górskich z zaznaczonymi szczytami (przykład). Numeracja na schematach odpowiada lokalnej numeracji na liście (kolumna „nr”). Schematy te są zgodne z ogólnodostępnym podkładem topograficznym Geoportalu. W przypadku szczytów nienazwanych lub mało znanych (np. nieposiadających jeszcze swoich stron-haseł na Wikipedii) oraz w przypadku niezgodności w podawanych przez różne źródła wysokościach w kolumnie „wysokość” został dodatkowo umieszczony link do kompozycji mapy rastrowej mapy Geoportalu wycentrowanej na omawianym szczycie. Daje to zarówno możliwość precyzyjnej lokalizacji danego szczytu, jak i weryfikacji jego wysokości (w wielu przypadkach wymaga to jednak starannej analizy warstwic).

### Sudety

#### Góry Izerskie
(mdw {\displaystyle \geqslant }5 m) schemat
| Lp. | Nr | Nazwa                      | Wysokość | Szlak | Uwagi |
| --- | -- | -------------------------- | -------- | ----- | --- |
| 1   | 1  | Smrek                      | 1123     | tak   | Około 500 m na zachód leży o metr wyższy czeski wierzchołek.                                                                                                 |
| 2   | 2  | Stóg Izerski               | 1108     | tak   | |
| 3   | 3  | Świeradowiec               | 1037     | tak   | Mapa Galileos zaokrągla wysokość 1036,8 do 1036. |
| 4   | 4  | Podmokła                   | 1001     | tak   | |
| 5   | 5  | Sine Skałki                | 1122     | tak   | |
| 6   | 6  | Przednia Kopa              | 1114     | tak   | |
| 7   | 7  | Wysoka Kopa                | 1126     |       | |
| 8   | 8  | Cicha Równia               | 1002     |       | |
| 9   | 9  | Izerskie Garby             | 1085     | tak   | |
| 10  | 10 | Zwalisko (Wieczorny Zamek) | 1048     | tak   | |
| 11  | 11 | NN (Zawalidroga W)         | 1023     | tak   | Poniżej szczytu znajduje się punkt wysokościowy o wysokości 1013,2.                                                                                          |
| 12  | 12 | Zawalidroga                | 1025     | tak   | Nazwa przypisywana jest naprzemiennie dwóm skałkom, leżącym w odległości około kilometra od siebie. W tabeli umieszczono skałkę położoną bardziej na wschód. |
| 13  | 13 | Duży Wysoki Kamień         | 1050     | tak   | |
| 14  | 14 | Wysoki Kamień              | 1058     | tak   | |

#### Karkonosze

##### Grzbiet główny
(mdw {\displaystyle \geqslant }5 m) schemat
| Lp. | Nr | Nazwa                                     | Wysokość | Szlak | Uwagi                                                                                                 |
| --- | -- | ----------------------------------------- | -------- | ----- | --- |
| 15  | 1  | Babiniec                                  | 998      |       | |
| 16  | 2  | Owcze Skały (podstawa)                    | 1041     | tak   | |
| 17  | 3  | Przedział                                 | 1068     |       | |
| 18  | 4  | Mumlawski Wierch                          | 1214     |       | |
| 19  | 5  | Kamiennik                                 | 1296     |       | Niektóre źródła podają wysokość 1294. odnosi się to jednak do punktu 1293,7 leżącego poniżej szczytu. |
| 20  | 6  | Szrenica                                  | 1361     | tak   | |
| 21  | 7  | Łabski Szczyt                             | 1470     | tak   | |
| 22  | 8  | NN (Gawry W)                              | 1234     | tak   | |
| 23  | 9  | Czarcia Ambona                            | 1490     | tak   | |
| 24  | 10 | Wielki Szyszak                            | 1509     |       | |
| 25  | 11 | NN (morena nad Średnim Śnieżnym Stawkiem) | 1275     | tak   | |
| 26  | 12 | Śmielec                                   | 1424     |       | |
| 27  | 13 | Czeskie Kamienie                          | 1416     | tak   | |
| 28  | 14 | Śląskie Kamienie                          | 1413     | tak   | |
| 29  | 15 | Ptasi Kamień (Góra w Dołku)               | 1215     | tak   | |
| 30  | 16 | Mały Szyszak                              | 1436     |       | |
| 31  | 17 | Sucha Góra                                | 1101     |       | |
| 32  | 18 | Tępy Szczyt                               | 1388     |       | |
| 33  | 19 | Smogornia                                 | 1491     |       | Większość źródeł podaje 1489, odnosi się to jednak do punktu 1489,6 leżącego poniżej szczytu          |
| 34  | 20 | NN (morena nad Wielkim Stawem)            | 1266     |       | |
| 35  | 21 | Suszyca                                   | 1062     |       | |
| 36  | 22 | Turek                                     | 1004     |       | |
| 37  | 23 | Srebrny Upłaz                             | 1431     |       | |
| 38  | 24 | Równia pod Śnieżką                        | 1444     | tak   | |
| 39  | 25 | NN (morena nad Małym Stawem)              | 1241     |       | |
| 40  | 26 | NN (morena nad Domkiem Myśliwskim)        | 1166     |       | |
| 41  | 27 | Kopa                                      | 1378     |       | Większość map podaje wysokość 1377, odnosi się to jednak do punktu 1377,4 leżącego poniżej szczytu.   |
| 42  | 28 | Śnieżka                                   | 1603     | tak   | Wysokość wg najnowszych pomiarów.                                                                     |
| 43  | 29 | Czarna Kopa                               | 1408     | tak   | Większość map podaje wysokość 1407, odnosi się to jednak do punktu 1407,2 leżącego poniżej szczytu.   |
| 44  | 30 | Skalny Stół                               | 1285     | tak   | |
| 45  | 31 | Czoło                                     | 1275     | tak   | Większość map podaje wysokość 1266, odnosi się to jednak do punktu leżącego poniżej szczytu.          |
| 46  | 32 | Wołowa Góra (Łysa Góra)                   | 1041     |       | |

##### Grzbiet Lasocki
(mdw {\displaystyle \geqslant }5 m) schemat
| Lp. | Nr | Nazwa    | Wysokość | Szlak | Uwagi |
| --- | -- | -------- | -------- | ----- | ----- |
| 47  | 33 | NN       | 1100     |       |       |
| 48  | 34 | Łysocina | 1189     | tak   |       |
| 49  | 35 | Borowa   | 1056     |       |       |

#### Góry Sowie
(mdw {\displaystyle \geqslant }5 m)
| Lp. | Nr | Nazwa       | Wysokość | Szlak | Uwagi |
| --- | -- | ----------- | -------- | ----- | ----- |
| 50  | 1  | Wielka Sowa | 1015     | tak   |       |

#### Góry Orlickie
(mdw {\displaystyle \geqslant }5 m)
| Lp. | Nr | Nazwa               | Wysokość | Szlak | Uwagi |
| --- | -- | ------------------- | -------- | ----- | --- |
| 51  | 1  | Orlica (granicznik) | 1080     | tak   | Podawana przez różne źródła wysokość 1084 dotyczy wierzchołka Vrchmezí po stronie czeskiej około 30 m dalej na zachód. Tu podano najwyższy punkt leżący na granicy. |
| 52  | 2  | NN (Orlica S)       | 1076     | tak   | |
| 53  | 3  | Zielony Garb        | 1034     | tak   | Niektóre źródła podają zaniżoną wysokość 1026. |
| 54  | 4  | Szerlich (Šerlich)  | 1025     | tak   | |

#### Masyw Śnieżnika
(mdw {\displaystyle \geqslant }5 m) schemat
| Lp. | Nr | Nazwa                        | Wysokość | Szlak | Uwagi |
| --- | -- | ---------------------------- | -------- | ----- | ----- |
| 55  | 1  | Trójmorski Wierch            | 1146     | tak   |       |
| 56  | 2  | Puchacz                      | 1190     | tak   |       |
| 57  | 3  | Goworek                      | 1320     | tak   |       |
| 58  | 4  | Mały Śnieżnik                | 1326     | tak   |       |
| 59  | 5  | NN (Mały Śnieżnik NE)        | 1253     | tak   |       |
| 60  | 6  | Śnieżnik                     | 1426     | tak   |       |
| 61  | 7  | Średniak                     | 1210     |       |       |
| 62  | 8  | Żmijowiec S1                 | 1148     | tak   |       |
| 63  | 9  | Żmijowiec S2                 | 1142     | tak   |       |
| 64  | 10 | Żmijowiec (Skały Mariańskie) | 1153     | tak   |       |
| 65  | 11 | Smrekowiec                   | 1123     |       |       |
| 66  | 12 | Czarna Góra                  | 1205     | tak   |       |
| 67  | 13 | Jaworowa Kopa                | 1138     | tak   |       |
| 68  | 14 | Stroma                       | 1167     |       |       |

#### Góry Bialskie
(mdw {\displaystyle \geqslant }5 m) schemat
| Lp. | Nr | Nazwa                | Wysokość | Szlak | Uwagi |
| --- | -- | -------------------- | -------- | ----- | --- |
| 69  | 1  | Jawornik Graniczny   | 1026     | tak   | |
| 70  | 2  | Rude Krzyże          | 1053     | tak   | |
| 71  | 3  | Orlik                | 1068     |       | |
| 72  | 4  | Jawornicka Kopa      | 1056     |       | |
| 73  | 5  | NN                   | 1049     |       | Jest to najwybitniejsze wzniesienie na wschodnim ramieniu Suchej Kopy. Leży na nim Owczarska Polana                 |
| 74  | 6  | Sucha Kopa (Dzialec) | 1063     |       | |
| 75  | 7  | Suszyca              | 1053     |       | Większość map podaje wysokość 1047, odnosi się to jednak do punktu 1047,2 leżącego poniżej szczytu.                 |
| 76  | 8  | Czernica             | 1083     | tak   | |
| 77  | 9  | Płoska               | 1036     | tak   | |
| 78  | 10 | Rudawiec             | 1106     | tak   | |
| 79  | 11 | Iwinka               | 1079     | tak   | |
| 80  | 12 | Dział                | 1029     |       | |
| 81  | 13 | Trawna (granicznik)  | 1119     |       | Wysokość 1125 dotyczy wierzchołka leżącego po stronie czeskiej. Tu podano najwyższy punkt leżący na granicy.        |
| 82  | 14 | Postawna             | 1117     |       | Uwzględniono (pomimo małej wybitności), jako najwyższy szczyt (nie mylić z najwyższy punkt) polskich Gór Bialskich. |
| 83  | 15 | Brusek (Brunek)      | 1116     |       | |
| 84  | 16 | Smrek                | 1109     | tak   | Niektóre źródła podają wysokość 1107, odnosi się to jednak do punktu 1107,44 leżącego poniżej szczytu.              |
| 85  | 17 | Smrecznik            | 1093     |       | |

### Karpaty

#### Beskid Śląski

##### Pasmo Czantorii
(mdw {\displaystyle \geqslant }10 m)
| Lp. | Nr | Nazwa            | Wysokość | Szlak | Uwagi |
| --- | -- | ---------------- | -------- | ----- | ----- |
| 86  | 1  | Czantoria Wielka | 995      | tak   |       |

##### Pasmo środkowe (Skrzycznego)
(mdw {\displaystyle \geqslant }10 m) schemat
| Lp. | Nr | Nazwa                    | Wysokość | Szlak | Uwagi |
| --- | -- | ------------------------ | -------- | ----- | --- |
| 87  | 1  | Przypór (Zrąb Bobrowski) | 1008     |       | |
| 88  | 2  | Przysłop                 | 1028     |       | |
| 89  | 3  | Wierch Równiański        | 1160     | tak   | Ze względu na słabe urzeźbienie południowych zboczy Baraniej Góry na liście uwzględniono trzy dodatkowe szczyty o mdw {\displaystyle \geqslant }5 m. |
| 90  | 4  | NN                       | 1008     |       | |
| 91  | 5  | Wierch Wisełka           | 1198     | tak   | Mapy turystyczne podają wysokość 1192, co może jednak odnosić się do węzła szlaków leżącego poniżej szczytu.                                         |
| 92  | 6  | Jaworzyna (Skałka)       | 1021     |       | |
| 93  | 7  | Barania Góra             | 1220     | tak   | |
| 94  | 8  | Magurka Wiślańska        | 1140     | tak   | |
| 95  | 9  | Magurka Radziechowska    | 1108     | tak   | |
| 96  | 10 | Cebula                   | 1036     | tak   | |
| 97  | 11 | Glinne                   | 1034     | tak   | |
| 98  | 12 | Muronka                  | 1021     | tak   | |
| 99  | 13 | Zielony Kopiec           | 1154     | tak   | |
| 100 | 14 | Malinowska Skała         | 1152     | tak   | |
| 101 | 15 | Malinów                  | 1114     | tak   | |
| 102 | 16 | Kościelec                | 1023     |       | |
| 103 | 17 | Kopa Skrzyczeńska        | 1189     | tak   | |
| 104 | 18 | Małe Skrzyczne           | 1211     | tak   | |
| 105 | 19 | Skrzyczne                | 1257     | tak   | |

##### Pasmo Klimczoka
(mdw {\displaystyle \geqslant }10 m) schemat
| Lp. | Nr | Nazwa        | Wysokość | Szlak | Uwagi                                                                                           |
| --- | -- | ------------ | -------- | ----- | ----------------------------------------------------------------------------------------------- |
| 106 | 1  | Stołów       | 1035     | tak   |                                                                                                 |
| 107 | 2  | Trzy Kopce   | 1082     | tak   |                                                                                                 |
| 108 | 3  | Klimczok     | 1117     | tak   |                                                                                                 |
| 109 | 4  | Szyndzielnia | 1030     | tak   | Mapy turystyczne podają wysokość 1028, odnosi się to jednak do punktu leżącego poniżej szczytu. |
| 110 | 5  | Magura       | 1109     | tak   |                                                                                                 |

#### Beskid Żywiecki

##### Pasmo Zachodnie
(mdw {\displaystyle \geqslant }10 m) schemat
| Lp. | Nr | Nazwa                          | Wysokość | Szlak | Uwagi |
| --- | -- | ------------------------------ | -------- | ----- | --- |
| 111 | 1  | Kikula                         | 1086     | tak   | |
| 112 | 2  | Magura                         | 1073     | tak   | |
| 113 | 3  | Skrzadnica                     | 1069     |       | Niższy wierzchołek Magury, który rozdziela dwie duże doliny rzeczne. |
| 114 | 4  | Jaworzyna                      | 1021     |       | |
| 115 | 5  | Wielki Przysłop                | 1041     |       | |
| 116 | 6  | Obłaz (Upłaz)                  | 1042     | tak   | |
| 117 | 7  | Wielka Racza                   | 1236     | tak   | |
| 118 | 8  | Mała Racza                     | 1151     | tak   | |
| 119 | 9  | Orzeł (Orło)                   | 1120     |       | |
| 120 | 10 | NN (Orzeł E)                   | 1052     |       | |
| 121 | 11 | Wielka Czerwenkowa             | 1124     |       | |
| 122 | 12 | Śrubity Groń                   | 1032     |       | |
| 123 | 13 | Bugaj                          | 1141     |       | |
| 124 | 14 | NN                             | 1028     |       | |
| 125 | 15 | Kołyska                        | 1019     |       | Mapy turystyczne podają wysokość 1018, co odnosi się jednak do punktu 1018,1 leżącego nieznacznie poniżej szczytu. |
| 126 | 16 | Jaworzyna                      | 1173     |       | |
| 127 | 17 | Abramów                        | 1086     |       | Oznaczany na większości map, charakterystyczny czubek na zboczach Jaworzyny. |
| 128 | 18 | Kikula                         | 1105     | tak   | |
| 129 | 19 | NN (Bania S)                   | 1078     |       | |
| 130 | 20 | Bania (Góra Przegibek)         | 1126     |       | Mapy turystyczne podają wysokość 1124. |
| 131 | 21 | Bendoszka Mała                 | 1038     |       | |
| 132 | 22 | Bendoszka Wielka               | 1144     | tak   | |
| 133 | 23 | NN (Bendoszka Wielka E)        | 1104     |       | Dobrze widoczny zarówno od południa, jak i od północy rozległy wschodni wierzchołek Bendoszki Wielkiej. |
| 134 | 24 | Pleskierówka                   | 1106     |       | |
| 135 | 25 | Praszywka Wielka               | 1044     | tak   | |
| 136 | 26 | NN (Majów NW)                  | 1076     |       | |
| 137 | 27 | Majów (Petrykowa) (granicznik) | 1135     |       | Nazwa „Petrykowa” widnieje na mapie ściennej w schronisku Przegibek. Goeportal podaje nazwę „Pietrówka”. Szczyt leży po stronie słowackiej. Większość map podaje wysokość tego szczytu jako 1134 lub 1135 i lokuje go około 200 m od granicy, jednak najwyższy punkt znajduje się zaledwie 20 m od granicy, a wysokością sięga niemal 1140 m. Sytuację dobrze oddaje ta mapa. W tabeli obok podano najwyższy punkt leżący na granicy. |
| 138 | 28 | Majcherowa                     | 1111     | tak   | |
| 139 | 29 | Rycerzowa Wielka               | 1223     | tak   | |
| 140 | 30 | Rycerzowa Mała                 | 1208     | tak   | |
| 141 | 31 | Jaworzynka                     | 1113     |       | |
| 142 | 32 | Kiczorka (Młada Hora)          | 1004     |       | |
| 143 | 33 | Wiertalówka                    | 1063     | tak   | |
| 144 | 34 | Kotarz                         | 1113     | tak   | Mapy podają wysokość 1107, odnosi się to jednak do punktu 1107,8 leżącego poniżej szczytu. |
| 145 | 35 | Muńcuł                         | 1165     | tak   | |
| 146 | 36 | Świtkowa                       | 1083     | tak   | |
| 147 | 37 | Bukowina                       | 1078     | tak   | |
| 148 | 38 | (Bukowina E)                   | 1066     | tak   | Geoportal oraz niektóre mapy umieszczają nazwę „Bukowina” przy tym właśnie (niższym) wierzchołku. |
| 149 | 39 | Beskid Bednarów                | 1093     | tak   | |
| 150 | 40 | Pański Kamień                  | 1023     | tak   | |
| 151 | 41 | Równy Beskid (NE)              | 1010     | tak   | |
| 152 | 42 | Oszus (granicznik)             | 1147     | tak   | Wysokość 1155 dotyczy wierzchołka leżącego po stronie słowackiej. Tu podano najwyższy punkt leżący na granicy. |
| 153 | 43 | NN (Oszus NE)                  | 1133     | tak   | |
| 154 | 44 | Jaworzyna                      | 1052     | tak   | |
| 155 | 45 | Smereków Wielki (Czoło)        | 1041     |       | |
| 156 | 46 | Żebrakówka (Smereków Mały)     | 1048     | tak   | |
| 157 | 47 | Solisko                        | 1030     | tak   | |
| 158 | 48 | Piętkula                       | 998      | tak   | Niektóre źródła podają wysokość 996. Jest to szczyt istotny jako wschodnie zakończenie pasma Wielkiej Raczy. |

##### Grupa Pilska
(mdw {\displaystyle \geqslant }10 m) schemat
| Lp. | Nr | Nazwa                              | Wysokość | Szlak | Uwagi |
| --- | -- | ---------------------------------- | -------- | ----- | --- |
| 159 | 1  | Jaworzyna (Magurka)                | 1046     | tak   | |
| 160 | 2  | Krawców Wierch                     | 1075     | tak   | Ważny cel turystyczny. Poniżej szczytu umieszczono punkt pomiarowy na wysokości 1071,4. |
| 161 | 3  | Gruba Buczyna (Kikula)             | 1131     | tak   | |
| 162 | 4  | Trzy Kopce                         | 1213     | tak   | |
| 163 | 5  | Rysianka                           | 1321     |       | |
| 164 | 6  | Lipowski Wierch                    | 1325     |       | Większość map podaje wysokość 1324, co może wiązać się z umieszczonym poniżej szczytu punktem wysokościowym 1323,3.                                                                             |
| 165 | 7  | Boraczy Wierch                     | 1248     |       | Większość map podaje wysokość 1244, odnosi się to jednak do punktu 1244,4 leżącego poniżej szczytu.                                                                                             |
| 166 | 8  | Bacmańska Góra                     | 1058     |       | Mapa Compassu podaje wysokość1051. Poniżej szczytu znajduje się punkt wysokościowy 1047,5. |
| 167 | 9  | Redykalny Wierch                   | 1146     | tak   | Ważny zwornik i węzeł szlaków. |
| 168 | 10 | Hala Redykalna                     | 1067     |       | |
| 169 | 11 | Prusów                             | 1010     | tak   | |
| 170 | 12 | Sucha Góra                         | 1040     |       | |
| 171 | 13 | Romanka                            | 1366     | tak   | |
| 172 | 14 | Majcherkowa                        | 1358     | tak   | Mapa Compassu podaje wysokość 1355. |
| 173 | 15 | Kotarnica                          | 1160     | tak   | |
| 174 | 16 | Łazy                               | 1025     | tak   | Niektóre źródła podają wysokość 1013, odnosi się do jednak do punktu 1012,8 leżącego znacznie poniżej wierzchołka. Mapa Compassu podaje wysokość 1002, co z kolei dotyczy niższego wierzchołka. |
| 175 | 17 | Palenica                           | 1340     | tak   | |
| 176 | 18 | Munczolik (Sypurzeń, Szczawinka)   | 1354     | tak   | |
| 177 | 19 | Tanecznik                          | 1324     | tak   | |
| 178 | 20 | Pięć Kopców (granicznik)           | 1534     | tak   | Jest to najwyższy punkt na zboczu Pilska leżący na granicy. |
| 179 | 21 | Buczynka (Huńców)                  | 1205     |       | |
| 180 | 22 | Uszczawne Wyżne (Gawory)           | 1145     |       | |
| 181 | 23 | Uszczawne Niżne (Malorka, Malarka) | 1051     | tak   | |

##### Beskid Makowski (Pasmo Babiogórskie)
(mdw {\displaystyle \geqslant }10 m) schemat
| Lp. | Nr | Nazwa                                 | Wysokość | Szlak | Uwagi |
| --- | -- | ------------------------------------- | -------- | ----- | --- |
| 182 | 1  | Jaworzyna                             | 1047     | tak   | |
| 183 | 2  | Mała Mędralowa                        | 1042     |       | |
| 184 | 3  | Jaworzyna                             | 1000     | tak   | |
| 185 | 4  | Mędralowa (Wielki Jałowiec, Beskidek) | 1169     | tak   | |
| 186 | 5  | Magurka (Kolisty Groń)                | 1121     | tak   | |
| 187 | 6  | Beskidek                              | 1045     | tak   | |
| 188 | 7  | Czerniawa Sucha                       | 1062     | tak   | |
| 189 | 8  | Czerniawa Sucha Zachodnia             | 1051     | tak   | Ważny zwornik i węzeł szlaków.                                                                                        |
| 190 | 9  | Lachów Groń SE (Hala Janoszkowa)      | 1045     | tak   | |
| 191 | 10 | Lachów Groń NW (Buciorysz)            | 1045     | tak   | Jeden z dwóch niemal równorzędnych wierzchołków oddzielonych niezbyt głęboką przełęczą.                               |
| 192 | 11 | Jałowiec                              | 1113     | tak   | Większość źródeł podaje wysokość 1111, co odnosi się do punktu 1110,9 leżącego nieco poniżej szczytu.                 |
| 193 | 12 | Jałowcowy Garb                        | 1019     | tak   | |
| 194 | 13 | NN                                    | 1018     | tak   | |
| 195 | 14 | Mała Babia Góra (Cyl)                 | 1517     | tak   | |
| 196 | 15 | Babia Góra (Diablak)                  | 1723     | tak   | Niektóre mapy turystyczne podają wysokość 1725. Mapa szlaków turystycznych podaje na mapie 1723, a w opisie 1725 (!). |
| 197 | 16 | NN (morena nad Mokrym Stawkiem)       | 1046     |       | |

##### Pasmo Policy
(mdw {\displaystyle \geqslant }10 m) schemat
| Lp. | Nr | Nazwa                     | Wysokość | Szlak | Uwagi |
| --- | -- | ------------------------- | -------- | ----- | --- |
| 198 | 1  | Syhlec                    | 1149     | tak   | Niektóre mapy podają wysokość 1146.                                                                         |
| 199 | 2  | Główniak                  | 1093     | tak   | |
| 200 | 3  | Kopisty                   | 1042     |       | |
| 201 | 4  | Wyżni Syhlec (Piekielica) | 1121     |       | Piekielnica i Brożki stanowią najwyraźniejsze kulminacje długiego grzbietu łączącego Głowniak i Kiczorkę.   |
| 202 | 5  | Brożki                    | 1236     | tak   | |
| 203 | 6  | Kiczorka                  | 1298     | tak   | |
| 204 | 7  | Mosorny Groń              | 1047     | tak   | |
| 205 | 8  | Kiczorka                  | 1016     |       | Podana na mapie Compassu wysokość 1012 jest zaniżona, odnosi się do punktu 1012,5 leżącego poniżej szczytu. |
| 206 | 9  | Polica                    | 1369     | tak   | |
| 207 | 10 | Czernic                   | 1318     | tak   | |
| 208 | 11 | Złota Grapa (Jasna Góra)  | 1243     | tak   | |
| 209 | 12 | Okrąglica                 | 1239     | tak   | |
| 210 | 13 | NN                        | 1174     | tak   | |
| 211 | 14 | Urwanica                  | 1116     | tak   | |
| 212 | 15 | Naroże (Soska)            | 1063     | tak   | |

#### Beskid Wyspowy

##### Wyspy
(mdw {\displaystyle \geqslant }10 m)
| Lp. | Nr | Nazwa        | Wysokość | Szlak | Uwagi                                                            |
| --- | -- | ------------ | -------- | ----- | ---------------------------------------------------------------- |
| 213 | 1  | Luboń Wielki | 1022     | tak   |                                                                  |
| 214 | 2  | Śnieżnica    | 1007     | tak   |                                                                  |
| 215 | 3  | Ćwilin       | 1072     | tak   |                                                                  |
| 216 | 4  | Modyń        | 1029     | tak   |                                                                  |
| 217 | 5  | (Modyń W)    | 1027     | tak   | Niższy wierzchołek Modyni. Na mapie Geoportalu nazwany „Modryń”. |

##### Pasmo Mogielicy
(mdw {\displaystyle \geqslant }10 m) schemat
| Lp. | Nr | Nazwa      | Wysokość | Szlak | Uwagi |
| --- | -- | ---------- | -------- | ----- | --- |
| 218 | 1  | Jasień     | 1063     | tak   | Podawana przez niektóre źródła wysokość 1052 pochodzi zapewne od niewybitnego zachodniego wierzchołka, który na niektórych starych mapach był oznaczany jako główny. Mapa Compassu podaje poprawną lokalizację i wysokość 1062. |
| 219 | 2  | Kutrzyca   | 1058     | tak   | Większości map podaje wysokość 1051, co odnosi się do punktu 1050,9 leżącego znacznie poniżej szczytu. |
| 220 | 3  | Pieżgula   | 1032     | tak   | Mimo małej wybitności jest to wyraźnie oddzielony północny wierzchołek Kutrzycy. |
| 221 | 4  | Krzystonów | 1012     | tak   | |
| 222 | 5  | Mogielica  | 1170     | tak   | |

#### Gorce

##### Pasmo Główne
(mdw {\displaystyle \geqslant }10 m) schemat
| Lp. | Nr | Nazwa                              | Wysokość | Szlak | Uwagi |
| --- | -- | ---------------------------------- | -------- | ----- | --- |
| 223 | 1  | Jaworzyna Ponicka                  | 996      | tak   | |
| 224 | 2  | Groniki                            | 1027     | tak   | |
| 225 | 3  | Obidowiec                          | 1106     | tak   | |
| 226 | 4  | Suhora                             | 1000     | tak   | |
| 227 | 5  | Rozdziele                          | 1188     | tak   | |
| 228 | 6  | Solnisko                           | 1183     |       | |
| 229 | 7  | Średni Wierch                      | 1122     |       | |
| 230 | 8  | Turbacz                            | 1315     | tak   | |
| 231 | 9  | Bukowina Miejska                   | 1143     | tak   | |
| 232 | 10 | Hrube                              | 1029     | tak   | |
| 233 | 11 | Bukowina Obidowska                 | 1039     |       | |
| 234 | 12 | Bukowina Waksmundzka               | 1103     | tak   | |
| 235 | 13 | Sralówki                           | 1026     | tak   | |
| 236 | 14 | Czoło Turbacza                     | 1259     | tak   | |
| 237 | 15 | Średnie                            | 1072     | tak   | |
| 238 | 16 | Suchy Groń                         | 1043     | tak   | |
| 239 | 17 | Kopieniec                          | 1080     | tak   | |
| 240 | 18 | Wierch Spalone                     | 1091     | tak   | |
| 241 | 19 | Turbaczyk                          | 1078     | tak   | |
| 242 | 20 | Wasielka (Basilka, pol. Łąki)      | 1023     | tak   | |
| 243 | 21 | Mostownica                         | 1251     |       | Na mapie Geoportalu nazwa przypisana jest do niższego, północnego wierzchołka o wysokości 1217 m i wybitności nieco poniżej 10 m. |
| 244 | 22 | NN                                 | 1045     | tak   | |
| 245 | 23 | Przysłopek                         | 1123     | tak   | |
| 246 | 24 | Kudłoń                             | 1274     | tak   | |
| 247 | 25 | Gorc Troszacki                     | 1235     | tak   | |
| 248 | 26 | Jaworzynka Lubomierska             | 1026     | tak   | |
| 249 | 27 | Kiczora                            | 1282     | tak   | Północny wierzchołek Kiczory nosi nazwę Trzy Kopce. Ma on wysokość 1281 m a wybitność około 8 m.                                  |
| 250 | 28 | Hala Młyńska                       | 1227     | tak   | |
| 251 | 29 | NN (Jankówki)                      | 1063     | tak   | |
| 252 | 30 | Wysznia                            | 1107     | tak   | 700 m na wschód od Wyszniej wznosi się Stus 1126 m i wybitności około 9 m.                                                        |
| 253 | 31 | NN                                 | 1123     | tak   | |
| 254 | 32 | Sucha                              | 1082     | tak   | |
| 255 | 33 | Wierch Znaki                       | 1062     | tak   | |
| 256 | 34 | Jaworzyna Kamienicka               | 1288     | tak   | |
| 257 | 35 | Magurki                            | 1108     | tak   | |
| 258 | 36 | Borsuczyny                         | 1097     | tak   | |
| 259 | 37 | Średniak                           | 1190     | tak   | |
| 260 | 38 | Przysłop                           | 1187     | tak   | |
| 261 | 39 | Przysłop E                         | 1159     | tak   | |
| 262 | 40 | Przechybka                         | 1069     | tak   | |
| 263 | 41 | Kosarzyska                         | 1019     | tak   | |
| 264 | 42 | Jaworzynka Gorcowska (Piorunowiec) | 1088     |       | |
| 265 | 43 | Wierch                             | 1060     |       | |
| 266 | 44 | Gorc                               | 1228     | tak   | |
| 267 | 45 | Gorc Kamienicki                    | 1160     | tak   | |
| 268 | 46 | Świnkówka                          | 1088     |       | |
| 269 | 47 | Łysiny                             | 1088     |       | Nazwa umieszczona na tablicy na wieży widokowej na Gorcu.                                                                         |
| 270 | 48 | Kiczora                            | 1003     |       | Wiele map podaje wysokość 1007. Zgodną z Geoportalem wysokość podaje natomiast mapa Demart.                                       |
| 271 | 49 | Wielki Wierch                      | 1016     |       | Większość źródeł podaje wysokość 1007.                                                                                            |
| 272 | 50 | Mraźnica (Strzelowskie)            | 1163     |       | |
| 273 | 51 | Szlagowa (Strzelowskie)            | 1010     |       | |

##### Pasmo Lubania
(mdw {\displaystyle \geqslant }10 m) schemat
| Lp. | Nr | Nazwa                  | Wysokość | Szlak | Uwagi |
| --- | -- | ---------------------- | -------- | ----- | --- |
| 274 | 1  | Runek Hubieński        | 997      | tak   | |
| 275 | 2  | Runek                  | 1004     | tak   | |
| 276 | 3  | NN (Mały Kudów W)      | 1020     | tak   | |
| 277 | 4  | Mały Kudów             | 1026     | tak   | Nazwa umieszczona na tabliczce na szczycie. |
| 278 | 5  | Kudowski Wierch        | 1025     | tak   | |
| 279 | 6  | Kudów                  | 1009     | tak   | |
| 280 | 7  | Jaworzynki Ochotnickie | 1096     | tak   | |
| 281 | 8  | NN                     | 1095     | tak   | |
| 282 | 9  | Lubań                  | 1211     | tak   | |
| 283 | 10 | Bukowinka              | 1103     | tak   | |
| 284 | 11 | Lubań (Średni Groń)    | 1211     | tak   | |
| 285 | 12 | Pasterski Wierch       | 1100     | tak   | |
| 286 | 13 | (Pasterski Wierch E)   | 1095     | tak   | |
| 287 | 14 | NN                     | 1080     | tak   | Szczyt leży na Niżnej Hali. Na mapie Compassu niewybitny, niższy wierzchołek tego wzniesienia (wg Geoportalu miałby on 1065) oznaczony jest jako Jaworzyna 1050. |

#### Małe Pieniny
(mdw {\displaystyle \geqslant }10 m) schemat
| Lp. | Nr | Nazwa                  | Wysokość | Szlak | Uwagi |
| --- | -- | ---------------------- | -------- | ----- | --- |
| 288 | 1  | Wysokie Skałki         | 1050     | tak   | |
| 289 | 2  | Jaworzyna              | 1001     |       | Jest wymieniona na stronie Grzbiet Małych Pienin. Na stronie hasła Smerekowa pierwsze zdjęcie ukazuje na pierwszym planie właśnie Jaworzynę (Smerekowa jest widoczna za nią). |
| 290 | 3  | Smerekowa (granicznik) | 997      | tak   | Szczyt o wysokości 1013 leży po stronie słowackiej. Tu podano najwyższy punkt leżący na granicy.                                                                              |

#### Pasma Podhalańskie

##### Pogórze Gubałowskie i Pasmo Bukowińskie
(mdw {\displaystyle \geqslant }5 m) schemat
| Lp. | Nr | Nazwa                         | Wysokość | Szlak | Uwagi |
| --- | -- | ----------------------------- | -------- | ----- | --- |
| 291 | 1  | Magura Witowska               | 1232     | tak   | Poniżej szczytu jest punkt wysokościowy 1228,6 |
| 292 | 2  | Przysłop Witowski             | 1164     | tak   | |
| 293 | 3  | Mietłówka                     | 1110     |       | Ten niewybitny punkt stanowi zachodnie zakończenie pasma Palenicy Kościeliskiej. |
| 294 | 4  | Palenica Kościeliska          | 1183     |       | |
| 295 | 5  | Gruszków Wierch               | 1032     | tak   | Podawana na mapach wysokość 1030 dotyczy punktu 1030,5 leżącego nieco poniżej szczytu. |
| 296 | 6  | Tominów Wierch                | 1019     | tak   | |
| 297 | 7  | Ostrysz                       | 1023     | tak   | |
| 298 | 8  | Butorowy Wierch               | 1160     | tak   | |
| 299 | 9  | Gubałówka (Spyrkówka)         | 1128     | tak   | |
| 300 | 10 | NN (Ząb-Błachuty)             | 1022     | tak   | Są tam dwa wierzchołki: Furmanów Wierch (1022,5) i NN (1022). Tylko ten drugi ma wymaganą wybitność 5 m. Około 2 km na północ, w osadzie Naglaki znajduje się jeszcze jedna kulminacja o wysokości około 998 m. |
| 301 | 11 | Rolów Wierch (Sierockie)      | 1011     |       | |
| 302 | 12 | Upłaz                         | 1004     |       | |
| 303 | 13 | Wiktorówka                    | 1005     |       | |
| 304 | 14 | Zgorzelisko                   | 1106     |       | |
| 305 | 15 | Kupcówka (Gliczarów Górny)    | 1002     | tak   | |
| 306 | 16 | Wysoki Wierch (Bukowina Klin) | 1017     |       | |
| 307 | 17 | Cyrhla nad Białką (Głodówka)  | 1156     |       | Podawana na mapach wysokość 1155 odnosi się do punktu 1154,9 leżącego nieznacznie poniżej szczytu. |

##### Pogórze Spiskie
(mdw {\displaystyle \geqslant }10 m) schemat
| Lp. | Nr | Nazwa                          | Wysokość | Szlak | Uwagi                                                                               |
| --- | -- | ------------------------------ | -------- | ----- | ----------------------------------------------------------------------------------- |
| 308 | 18 | Gorków Wierch (granicznik)     | 1046     |       | Jest to najwyższy punkt na granicy, na zboczu Suchego Wierchu leżącego na Słowacji. |
| 309 | 19 | Pawlików Wierch                | 1016     |       |                                                                                     |
| 310 | 20 | Piłatówka                      | 1004     | tak   |                                                                                     |
| 311 | 21 | Kuraszowski Wierch (Kurasówka) | 1038     |       |                                                                                     |
| 312 | 22 | Dudasowski Wierch              | 1038     |       |                                                                                     |
| 313 | 23 | Holowiec (Kopylec)             | 1035     | tak   |                                                                                     |

#### Tatry

##### Tatry Zachodnie
(mdw {\displaystyle \geqslant }15 m) schemat
| Lp. | Nr  | Nazwa                                  | Wysokość | Szlak | Uwagi |
| --- | --- | -------------------------------------- | -------- | ----- | --- |
| 314 | 1   | Siwiańskie Turnie                      | 1079     |       | |
| 315 | 2   | Mała Furkaska                          | 1133     |       | |
| 316 | 3   | Koryciańska Czuba                      | 1161     |       | Jedyna wyraźna kulminacja długiej grani między Małą a Dużą Furkaską. |
| 317 | 4   | Koryciańska Turnia                     | 1135     |       | |
| 318 | 5   | Furkaska                               | 1491     |       | |
| 319 | 6   | Kryta Czuba                            | 1246     |       | |
| 320 | 7   | Parzątczak                             | 1486     |       | |
| 321 | 8   | Jaworzyński Przysłop                   | 1269     |       | |
| 322 | 9   | Bobrowiec                              | 1663     |       | |
| 323 | 10  | Grześ                                  | 1653     | tak   | |
| 324 | 11  | Rakoń                                  | 1879     | tak   | |
| 325 | 12  | Wołowiec                               | 2064     | tak   | |
| 326 | 13  | Łopata                                 | 1958     |       | |
| 327 | 14  | Kopa                                   | 1596     |       | |
| 328 | 15  | Jarząbczy Zwornik (granicznik)         | 2115     | tak   | Nie jest to szczyt, lecz najwyższy punkt na granicy, na zboczu Jarząbczego Wierchu (2137 m n.p.m.) leżącego na Słowacji. Geoportal błędnie podaje wysokość Jarząbczej Przełęczy (zaniżoną w stosunku do warstwic o 50 m), co może być mylące przy odczycie wysokości Jarząbczego Zwornika |
| 329 | 16  | Kończysty Wierch                       | 2003     | tak   | |
| 330 | 17  | Czubik                                 | 1846     |       | |
| 331 | 18  | Trzydniowiański Wierch                 | 1762     | tak   | Podawana na ogół wysokość 1758 odnosi się do niewybitnego niższego, północno-zachodniego wierzchołka z węzłem szlaków. |
| 332 | 19  | Wielki Kopieniec                       | 1257     |       | |
| 333 | 20  | Starorobociański Wierch                | 2176     | tak   | |
| 334 | 21  | Siwy Zwornik                           | 1963     | tak   | |
| 335 | 22  | Kotłowa Czubka                         | 1840     | tak   | |
| 336 | 23  | Zadni Ornak                            | 1867     | tak   | |
| 337 | 24  | Ornak                                  | 1854     | tak   | |
| 338 | 25  | Suchy Ornaczański Wierch               | 1835     |       | Ważny jako zakończenie długiego pasma Ornaku. Geoportal przypisuje tę nazwę punktowi o wysokości 1818,3 na północ od najwyższego wierzchołka. Niektóre mapy oznaczają szczyt w tym właśnie punkcie, podając jednak wysokość 1835.                                                         |
| 339 | 26  | Smytniańskie Rzędy                     | ~1820    |       | Brak możliwości dokładnego określenia wysokości. |
| 340 | 27  | Kominiarski Wierch (Kominy Tylkowe)    | 1829     |       | |
| 341 | 28  | Kobyle Głowy                           | ~1650    |       | Brak możliwości dokładnego określenia wysokości. Nie mylić z pobliską (znacznie niższą) Kobylą Głową. |
| 342 | 29  | Żeleźniakowy Wierch                    | ~1700    |       | Brak możliwości dokładnego określenia wysokości. |
| 343 | 30  | Wielki Opalony Wierch                  | 1485     |       | |
| 344 | 31  | Mały Opalony Wierch                    | 1448     |       | |
| 345 | 32  | Jamska Czuba                           | 1108     |       | |
| 346 | 33  | Wierch Spalenisko                      | 1324     |       | |
| 347 | 34  | Diabliniec                             | 1241     |       | |
| 348 | 35  | Wierch Kuca                            | 1305     |       | |
| 349 | 36  | Klinowa Czuba                          | 1276     |       | |
| 350 | 37  | Zadnia Rosocha                         | 1271     |       | |
| 351 | 38  | Skrajna Rosocha                        | 1262     |       | Mimo małej wybitności jest to wyraźna kulminacja w grani Rosoch. |
| 352 | 39  | Cisowa Turnia                          | 1112     |       | |
| 353 | 40  | Stoły (Suchy Wierch, Maturowa Czuba)   | 1428     | tak   | |
| 354 | 41  | Zadnia Kopka (Świńska Turnia)          | 1333     |       | |
| 355 | 42  | Pośrednia Kopka                        | 1305     |       | |
| 356 | 43  | Przednia Kopka                         | 1113     |       | |
| 357 | 44  | Błyszcz (granicznik)                   | 2159     | tak   | Nie jest to szczyt, lecz zwornik leżący na granicy, na zboczu Bystrej. |
| 358 | 45  | Kamienista                             | 2121     |       | |
| 359 | 46  | Smreczyński Wierch                     | 2070     |       | |
| 360 | 47  | NN (Kopka nad Smreczyńskim Stawkiem)   | 1255     |       | |
| 361 | 48  | Tomanowy Wierch Polski                 | 1977     |       | |
| 362 | 49  | Suchy Wierch Tomanowy                  | 1861     |       | Ważny jako wschodni kres grani okalającej Dolinę Kościeliską od południa. |
| 363 | 50  | Stoły (Głazista Turnia)                | 1953     |       | |
| 364 | 51  | Ciemniak                               | 2096     | tak   | |
| 365 | 52  | Żar Smreczyński                        | 1560     |       | |
| 366 | 53  | Lodowa Baszta                          | 1750     |       | |
| 367 | 54  | Upłaziańska Kopa                       | 1796     |       | |
| 368 | 55  | Wysoka Turnia                          | 1643     |       | |
| 369 | 56  | Upłazkowa Turnia                       | ~1620    |       | Podawana przez różne źródła wysokość ok. 1640 (a nawet 1650) jest zawyżona, gdyż Upłazkowa Turnia jest wyraźnie niższa od Wysokiej Turni. |
| 370 | 57  | Saturn                                 | 1391     |       | |
| 371 | 58  | Ratusz                                 | 1296     |       | |
| 372 | 59  | Upłaziańska Kopka                      | 1457     | tak   | |
| 373 | 60  | Krzesanica                             | 2122     | tak   | |
| 374 | 61  | Małołączniak                           | 2096     | tak   | |
| 375 | 62  | Niedźwiedź Miętusi                     | ~1550    |       | |
| 376 | 63  | Hruby Regiel                           | 1339     |       | |
| 377 | 64  | Czerwony Gronik                        | 1294     |       | |
| 378 | 65  | Zawiesista Turnia                      | 1296     |       | |
| 379 | 66  | Kończysta Turnia                       | 1248     |       | |
| 380 | 67  | Mały Regiel                            | 1142     |       | |
| 381 | 68  | Kopa Kondracka                         | 2004     | tak   | |
| 382 | 69  | Dziadek                                | 1665     |       | |
| 383 | 70  | Giewont                                | 1895     | tak   | |
| 384 | 71  | Zadnia Giewoncka Baszta                | ~1730    |       | Brak możliwości dokładnego określenia wysokości. |
| 385 | 72  | Siodłowa Turnia                        | 1647     |       | |
| 386 | 73  | Wysoka Giewoncka Baszta (Mały Giewont) | 1735     |       | |
| 387 | 74  | Biała Giewoncka Baszta                 | ~1730    |       | Brak możliwości dokładnego określenia wysokości. |
| 388 | 75  | Skrajna Giewoncka Baszta               | 1728     |       | |
| 389 | 76  | Łysanki                                | 1447     |       | |
| 390 | 77  | Jatki                                  | 1378     |       | |
| 391 | 78  | Samkowa Czuba                          | 1189     |       | |
| 392 | 79  | Długi Giewont                          | 1867     |       | |
| 393 | 80  | Suchy Wierch Pd                        | 1539     |       | |
| 394 | 81  | Klasztory                              | ~1540    |       | |
| 395 | 82  | Sarnia Skała                           | 1377     | tak   | |
| 396 | 83  | Kopa Kalacka                           | 1592     |       | |
| 397 | 84  | Zameczki                               | 1431     |       | |
| 398 | 85  | Igła                                   | 1207     |       | |
| 399 | 86  | Mała Krokiew                           | 1365     |       | |
| 400 | 87  | Krokiew                                | 1378     |       | |
| 401 | 88  | Suchy Wierch Kondracki                 | 1885     | tak   | Podawana przez większość źródeł wysokość 1890 (czasem nawet 1893) dotyczy odległego o kilkanaście metrów wyższego słowackiego wierzchołka (czego większość map nie ukazuje). |
| 402 | 89  | Mała Sucha Czuba Kondracka             | ~1840    |       | |
| 403 | 90  | Pośrednia Sucha Czuba Kondracka        | ~1850    |       | |
| 404 | 91  | Wysoka Sucha Czuba Kondracka           | ~1870    |       | |
| 405 | 92  | Goryczkowa Czuba                       | 1913     |       | |
| 406 | 93  | Pośredni Wierch Goryczkowy             | 1874     |       | |
| 407 | 94  | Kasprowy Wierch                        | 1987     | tak   | |
| 408 | 95  | Sucha Czuba                            | 1696     |       | |
| 409 | 96  | Uhrocie Kasprowe                       | 1852     |       | |
| 410 | 97  | Małe Uhrocie Kasprowe                  | 1750     |       | |
| 411 | 98  | Kopa Magury                            | 1704     |       | |
| 412 | 99  | Zawrat Kasprowy (Jaworzynska Czuba)    | ~1625    |       | |
| 413 | 100 | Wielka Kopa Królowa                    | 1531     |       | |
| 414 | 101 | Wysokie                                | 1287     | tak   | |
| 415 | 102 | Nosal                                  | 1206     | tak   | |
| 416 | 103 | Kopieniec Wielki                       | 1328     | tak   | |
| 417 | 104 | Kopieniec Mały                         | 1167     |       | |
| 418 | 105 | Kotlinowy Wierch                       | 1306     |       | |
| 419 | 106 | Beskid                                 | 2012     | tak   | |

##### Tatry Wysokie
(mdw {\displaystyle \geqslant }15 m) schemat
| Lp. | Nr | Nazwa                                    | Wysokość | Szlak | Uwagi |
| --- | -- | ---------------------------------------- | -------- | ----- | --- |
| 420 | 1  | Skrajna Turnia                           | 2096     | tak   | |
| 421 | 2  | Pośrednia Turnia                         | 2128     |       | |
| 422 | 3  | Świnica                                  | 2301     | tak   | |
| 423 | 4  | Gąsienicowa Turnia                       | 2280     |       | |
| 424 | 5  | Niebieska Turnia                         | 2262     |       | |
| 425 | 6  | Zawratowa Turnia                         | 2247     |       | |
| 426 | 7  | Zadni Kościelec                          | 2162     |       | |
| 427 | 8  | Kościelec                                | 2155     | tak   | |
| 428 | 9  | Mały Kościelec                           | 1866     | tak   | |
| 429 | 10 | Mały Kozi Wierch                         | 2228     | tak   | |
| 430 | 11 | Kołowa Czuba                             | 2105     |       | |
| 431 | 12 | Zamarła Turnia                           | 2179     |       | |
| 432 | 13 | Kozie Czuby                              | 2263     | tak   | |
| 433 | 14 | Kozi Wierch                              | 2291     | tak   | |
| 434 | 15 | Kozi Mur                                 | ~2252    | tak   | Różne źródła podają 2254 lub 2250. |
| 435 | 16 | Czarne Ściany                            | 2242     |       | |
| 436 | 17 | Zadni Granat                             | 2240     | tak   | |
| 437 | 18 | Pośredni Granat                          | 2234     | tak   | |
| 438 | 19 | Skrajny Granat                           | 2225     | tak   | |
| 439 | 20 | Wierch pod Fajki                         | 2135     |       | Podana na Geoportalu wysokość 2124 odnosi się zapewne do niższego, pn.-zach. wierzchołka, często uznawanego za główny. |
| 440 | 21 | Żółta Turnia                             | 2087     |       | |
| 441 | 22 | Wielka Orla Turniczka                    | 2162     |       | |
| 442 | 23 | Orla Baszta                              | 2177     | tak   | |
| 443 | 24 | Wielka Buczynowa Turnia                  | 2184     |       | |
| 444 | 25 | Mała Buczynowa Turnia                    | 2172     | tak   | |
| 445 | 26 | Ptak                                     | 2135     |       | Cywiński podaje 2135, jednak Ptak jest nieco wyższy od Kopy nad Krzyżnem. Dlatego dość wiarygodna jest wysokość 2138. |
| 446 | 27 | Kopa nad Krzyżnem                        | 2135     |       | |
| 447 | 28 | Wielki Wołoszyn                          | 2155     |       | Geoportal i niektóre mapy podają wysokość 2151. Jest to jednak prawdopodobnie punkt poniżej szczytu. |
| 448 | 29 | Pośredni Wołoszyn                        | 2117     |       | |
| 449 | 30 | NN (turnia bez nazwy)                    | ~2050    |       | Turnia widoczna na zdjęciu. Brak możliwości ustalenia wysokości. |
| 450 | 31 | Skrajny Wołoszyn                         | 2092     |       | |
| 451 | 32 | Wierch nad Zagonnym Żlebem               | 2039     |       | Jest to najwybitniejszy punkt na północno-wschodnim krańcu pasma Wołoszynów. |
| 452 | 33 | Waksmundzki Wierch                       | 2189     |       | |
| 453 | 34 | Wielka Koszysta                          | 2193     |       | |
| 454 | 35 | Mała Koszysta                            | 2014     |       | Jest to najwybitniejszy punkt na północnym krańcu pasma Koszystej. |
| 455 | 36 | Walentkowy Wierch                        | 2156     |       | |
| 456 | 37 | Gładki Wierch                            | 2065     |       | |
| 457 | 38 | Gładka Kotelnica                         | 1990     |       | |
| 458 | 39 | Wielka Kotelnica                         | 1987     |       | |
| 459 | 40 | Pośrednia Kotelnica                      | 1980     |       | |
| 460 | 41 | Mała Kotelnica                           | 1974     |       | |
| 461 | 42 | Niżny Liptowski Kostur                   | 2055     |       | |
| 462 | 43 | Wyżny Liptowski Kostur                   | 2083     |       | |
| 463 | 44 | Szpiglasowy Wierch                       | 2172     | tak   | |
| 464 | 45 | Miedziane                                | 2233     |       | |
| 465 | 46 | Opalony Wierch                           | 2115     |       | |
| 466 | 47 | (Opalony Wierch)                         | 2105     |       | |
| 467 | 48 | Niżnia Kopa                              | 1711     |       | |
| 468 | 49 | Wyżnia Kopa                              | 1725     |       | |
| 469 | 50 | Świstowa Czuba                           | 1763     |       | Punkt ważny ze względów turystycznych. |
| 470 | 51 | Limbowa Ściana                           | 1556     |       | Na mapie Geoportalu i na wielu mapach turystycznych jej północna ściana jest błędnie opisana jako Orla Ściana. Ta bowiem leży ok. 430 m na pd.-zach., ma wysokość 1620,7 (jednak ze względu na małą wybitność nie znajduje się na liście). |
| 471 | 52 | Roztocka Czuba                           | 1425     |       | |
| 472 | 53 | Szpiglasowa Czuba (Szpiglasowy Kopiniec) | 2160     |       | |
| 473 | 54 | Szpiglasowa Turniczka                    | 2125     |       | |
| 474 | 55 | Dziurawa Czuba                           | 2155     |       | |
| 475 | 56 | Kopa nad Wrotami                         | 2075     |       | |
| 476 | 57 | Ciemnosmreczyńska Turnia                 | 2142     |       | |
| 477 | 58 | Zadni Mnich                              | 2172     |       | |
| 478 | 59 | Cubryna                                  | 2376     |       | |
| 479 | 60 | Mnich                                    | 2070     |       | |
| 480 | 61 | Mięguszowiecki Szczyt                    | 2438     |       | |
| 481 | 62 | Pośredni Mięguszowiecki Szczyt           | 2393     |       | |
| 482 | 63 | Czarny Mięguszowiecki Szczyt             | 2410     |       | |
| 483 | 64 | Hińczowa Turnia                          | 2377     |       | Cywiński podaje 2372, Andrzej Marcisz – 2373. |
| 484 | 65 | Hińczowy Zwornik                         | 2360     |       | Nazwa i wysokość są też wymienione na stronie hasła Wołowy Grzbiet. |
| 485 | 66 | Rogata Grań                              | 2370     |       | Nazwa jest też wspomniana na stronie hasła Wołowy Grzbiet. Wysokość podano wg Andrzeja Marcisza. Według tego źródła Rogata Grań dominuje nad Wołowymi Rogami jako najwybitniejszy punkt pomiędzy Hińczowym Zwornikiem a Rogatą Turniczką.  |
| 486 | 67 | Rogata Turniczka                         | 2368     |       | Nazwa i wysokość są wymienione na też stronie hasła Wołowy Grzbiet. |
| 487 | 68 | Wołowa Turnia                            | 2373     |       | |
| 488 | 69 | Żabia Turnia Mięguszowiecka              | 2336     |       | |
| 489 | 70 | Żabi Koń                                 | 2291     |       | |
| 490 | 71 | Rysy                                     | 2499     | tak   | |
| 491 | 72 | Niżnie Rysy N.                           | 2405     |       | |
| 492 | 73 | Niżnie Rysy                              | 2430     |       | |
| 493 | 74 | Zadnia Tomkowa Igła                      | ~2160    |       | Nazwa wymieniona też na stronie hasła Niżnie Rysy. Brak możliwości określenia wysokości. |
| 494 | 75 | Skrajna Tomkowa Igła                     | 2106     |       | Nazwa i wysokość wymienione są też na stronie hasła Niżnie Rysy. |
| 495 | 76 | Żabi Szczyt Wyżny                        | 2259     |       | |
| 496 | 77 | Żabi Mnich                               | 2146     |       | |
| 497 | 78 | Żabi Kapucyn                             | 2138     |       | |
| 498 | 79 | Żabia Lalka                              | 2095     |       | Goeportal i niektóre mapy podają wysokość 1829,1. Jest to wartość zdecydowanie zaniżona. |
| 499 | 80 | Zadnia Białczańska Baszta                | 2105     |       | Nazwa wymieniona na stronie hasła Żabia Grań. |
| 500 | 81 | Marusarzowa Turnia                       | 2075     |       | |
| 501 | 82 | Apostoł VI                               | 2010     |       | Apostoły III i VII zostały pominięte ze względu na małą wybitność. |
| 502 | 83 | Apostoł V                                | 2015     |       | |
| 503 | 84 | Apostoł IV                               | 1970     |       | |
| 504 | 85 | Apostoł II                               | 1885     |       | |
| 505 | 86 | Apostoł I                                | 1770     |       | |
| 506 | 87 | Żabi Szczyt Niżny                        | 2098     |       | |
| 507 | 88 | Żabia Czuba                              | 2079     |       | |
| 508 | 89 | Suchy Wierch Waksmundzki                 | 1485     |       | |
| 509 | 90 | Gęsia Szyja                              | 1489     | tak   | |
| 510 | 91 | Goły Wierch                              | 1206     | tak   | Poniżej szczytu jest punkt wysokościowy 1202,4. |
| 511 | 92 | Ostry Wierch                             | 1475     |       | |
| 512 | 93 | Zadnia Kopa Sołtysia                     | 1420     |       | |
| 513 | 94 | Filipczański Wierch                      | 1223     |       | |
| 514 | 95 | Średnia Kopa Sołtysia                    | 1362     |       | Podana na Geoportalu wysokość 1326 jest ewidentnie literówką. |
| 515 | 96 | Przednia Kopa Sołtysia                   | 1334     |       | |
| 516 | 97 | Czerwone Brzeżki                         | 1323     |       | |
| 517 | 98 | Kobyła                                   | 1234     |       | |

#### Beskid Sądecki

##### Pasmo Radziejowej
(mdw {\displaystyle \geqslant }10 m) schemat
| Lp. | Nr | Nazwa                                    | Wysokość | Szlak | Uwagi |
| --- | -- | ---------------------------------------- | -------- | ----- | --- |
| 518 | 1  | Skałka 2                                 | 1156     | tak   | Skałka 1 została na liście pominięta ze względu na małą wybitność. Poniżej szczytu znajduje się punkt wysokościowy 1140,9. Niektóre mapy w tym miejscu błędnie umieszczają nazwę „Spadzie”. |
| 519 | 2  | Skałka (Skałka 3)                        | 1163     | tak   | |
| 520 | 3  | Jasiennik (Skałka Obidzka, Gruby Brzost) | 1153     |       | Mapy turystyczne zgodnie podają wysokość 1128, choć na wszystkich mapach wysokość ta nie zgadza się z poziomicami. Niektóre mapy mylnie przypisują nazwę „Spadzie”.                         |
| 521 | 4  | Spadzie                                  | 1063     |       | Niektóre mapy podają wysokość 1058 i (podobnie jak Geoportal) mylnie przypisują tu nazwę „Jasiennik”.                                                                                       |
| 522 | 5  | NN (Jasiennik N)                         | 1135     |       | |
| 523 | 6  | NN (Dalszy Jasiennik N.)                 | 1070     |       | |
| 524 | 7  | Skałka 4                                 | 1148     | tak   | Poniżej szczytu jest punkt wysokościowy 1134,8. |
| 525 | 8  | Mała Przehyba                            | 1150     | tak   | Nazwa jest umieszczona na tabliczce pod szczytem. |
| 526 | 9  | Wyżne                                    | 1054     |       | Niektóre mapy podają wysokość 1040. |
| 527 | 10 | Hala Przehyba                            | 1158     | tak   | Zarówno ten, jak i sąsiedni wschodni wierzchołek określane są mianem Przehyba. Tutaj, dla rozróżnienia, zastosowano nazwy pochodzące z miejscowych oznakowań.                               |
| 528 | 11 | NN (Czeremcha E)                         | 1126     | tak   | |
| 529 | 12 | Czeremcha                                | 1146     | tak   | Niektóre źródła podają wysokość 1124. Dotyczy to punktu 1123,8 znajdującego się jednak znacznie poniżej szczytu.                                                                            |
| 530 | 13 | Czeremcha Zachodnia (Roztoka)            | 1015     |       | |
| 531 | 14 | Łysiny                                   | 1054     | tak   | Mapy turystyczne podają wysokość 1052. |
| 532 | 15 | Średnia Przehyba                         | 1173     | tak   | Nazwa zaczerpnięta z tabliczki na rozdrożu pod szczytem. Na mapach jako „Przehyba” (lub „Przechyba”).                                                                                       |
| 533 | 16 | NN                                       | 1085     |       | |
| 534 | 17 | NN                                       | 1055     |       | Pod szczytem jest punkt wysokościowy 1043. |
| 535 | 18 | Pieniążna                                | 1079     |       | |
| 536 | 19 | Kiczora                                  | 1025     |       | |
| 537 | 20 | Wielka Przehyba                          | 1191     |       | Na mapie Geoportalu błędnie opisana jako Złomisty Wierch |
| 538 | 21 | Zgrzypy (Jaworzyna)                      | 1124     | tak   | |
| 539 | 22 | Złomisty Wierch Pn.                      | 1224     | tak   | |
| 540 | 23 | Złomisty Wierch Pd.                      | 1216     | tak   | Pod szczytem jest punkt wysokościowy 1206,5 |
| 541 | 24 | NN                                       | 1090     |       | |
| 542 | 25 | Radziejowa                               | 1267     | tak   | |
| 543 | 26 | NN                                       | 1062     |       | Na niektórych mapach podana jest wysokość 1041. |
| 544 | 27 | Jaworzyny Pd                             | 1068     |       | |
| 545 | 28 | Jaworzyny Pn                             | 1068     |       | |
| 546 | 29 | Wielki Rogacz                            | 1178     |       | Większość źródeł podaje wysokość 1182. |
| 547 | 30 | Mały Rogacz                              | 1162     | tak   | |
| 548 | 31 | NN (Wielki Rogacz E)                     | 1119     | tak   | Poniżej szczytu jest punkt wysokościowy 1095,7. |
| 549 | 32 | Międzyradziejówki E                      | 1041     | tak   | Wierzchołki zachodnie zostały pominięte ze względu na małą wybitność. Podawana na mapach wysokość 1035 dotyczy punktu 1035,3 znajdującego się poniżej środkowego wierzchołka.               |
| 550 | 33 | Kramarka                                 | 1022     | tak   | |
| 551 | 34 | Złotułki (Trześniowy Groń, Niemcowa)     | 1001     | tak   | |
| 552 | 35 | Eliaszówka                               | 1024     | tak   | |

##### Pasmo Jaworzyny
(mdw {\displaystyle \geqslant }10 m) schemat
| Lp. | Nr | Nazwa                   | Wysokość | Szlak | Uwagi |
| --- | -- | ----------------------- | -------- | ----- | --- |
| 553 | 1  | NN                      | 1014     | tak   | |
| 554 | 2  | Hala Pisana             | 1043     | tak   | |
| 555 | 3  | NN                      | 1053     | tak   | |
| 556 | 4  | Sokołowska Góra         | 1025     | tak   | Mapy turystyczne podają wysokość 1028.                                                                               |
| 557 | 5  | Wierch nad Kamieniem I  | 1083     | tak   | |
| 558 | 6  | Wierch nad Kamieniem II | 1091     | tak   | |
| 559 | 7  | Hala Łabowska           | 1064     | tak   | Wysokość dotyczy wyższego, zachodniego wierzchołka                                                                   |
| 560 | 8  | Parchowatka             | 1004     |       | |
| 561 | 9  | Cisowy Wierch           | 1041     | tak   | Wysokość dotyczy wyższego wierzchołka NW. Poniżej szczytu jest punkt wysokościowy 1037,5. Mapa podaje wysokość 1027. |
| 562 | 10 | Jawor                   | 996      | tak   | |
| 563 | 11 | Runek                   | 1080     | tak   | Ważny zwornik i węzeł szlaków.                                                                                       |
| 564 | 12 | Jaworzynka              | 1001     | tak   | |
| 565 | 13 | Pusta Wielka            | 1060     | tak   | |
| 566 | 14 | Czubakowska             | 1082     | tak   | |
| 567 | 15 | Bukowa                  | 1077     |       | |
| 568 | 16 | Wielka Bukowa           | 1104     | tak   | |
| 569 | 17 | NN (Wielka Bukowa SE)   | 1050     | tak   | |
| 570 | 18 | Kotylniczny Wierch      | 1032     | tak   | |
| 571 | 19 | Jaworzyna Krynicka      | 1114     | tak   | |

#### Beskid Niski
| Lp. | Nr | Nazwa   | Wysokość | Szlak | Uwagi |
| --- | -- | ------- | -------- | ----- | ----- |
| 572 | 1  | Lackowa | 997      |       |       |

#### Bieszczady

##### Pasmo graniczne
(mdw {\displaystyle \geqslant }10 m) schemat
| Lp. | Nr | Nazwa                       | Wysokość | Szlak | Uwagi |
| --- | -- | --------------------------- | -------- | ----- | --- |
| 573 | 1  | Stryb                       | 1011     | tak   | |
| 574 | 2  | NN (Stryb E 1)              | 1020     | tak   | |
| 575 | 3  | Rosocha                     | 1085     |       | |
| 576 | 4  | Hyrlata                     | 1103     |       | |
| 577 | 5  | NN (Hyrlata NW)             | 1078     |       | |
| 578 | 6  | Berdo                       | 1041     |       | |
| 579 | 7  | NN (Stryb E 2)              | 1005     | tak   | |
| 580 | 8  | Sinkowa                     | 999      | tak   | Na mapach podawana jest wysokość 995. |
| 581 | 9  | Rypi Wierch                 | 1003     | tak   | |
| 582 | 10 | Okrąglik                    | 1106     | tak   | Podana na mapach wysokość 1101 odnosi się do węzła szlaków znajdującego się poniżej szczytu. |
| 583 | 11 | Jasło                       | 1153     | tak   | |
| 584 | 12 | NN (wsch. ramię Jasła)      | 1029     |       | |
| 585 | 13 | Szczawnik                   | 1098     | tak   | |
| 586 | 14 | NN (Szczawnik N)            | 1080     | tak   | |
| 587 | 15 | Małe Jasło                  | 1103     | tak   | Geoportal podaje nazwę „Ryś”. |
| 588 | 16 | Worwosoka                   | 1070     | tak   | Geoportal w tym miejscu podaje nazwę „Małe Jasło”, a nazwa „Worwosoka” przypisana jest nieznacznemu wypłaszczeniu bocznego grzbietu leżącemu 860 m na północ. Z kolei podawana na mapach wysokość 1024 dotyczy zwornika (niebędącego jednak szczytem) o wysokości 1023,8 leżącego 350 m na pn.-zach. od szczytu. |
| 589 | 17 | Wielka Grań Wopistów (W)    | 1051     | tak   | |
| 590 | 18 | Wielka Grań Wopistów (E)    | 1041     | tak   | |
| 591 | 19 | NN (Fereczata W)            | 1072     | tak   | |
| 592 | 20 | Fereczata                   | 1102     | tak   | |
| 593 | 21 | Tambołów Roh                | 1030     |       | Nazwa i wysokość wzmiankowane są też na stronie hasła Fereczata. |
| 594 | 22 | Kurników Beskid(granicznik) | 1015     | tak   | Wysokość 1037 dotyczy wierzchołka znajdującego się po stronie słowackiej (poza mapą). Tu podano najwybitniejszy punkt leżący na granicy około kilometr na pn.-zach. od słowackiego szczytu. |
| 595 | 23 | NN (Szczawnik SW)           | 1058     | tak   | Szczyt graniczny. Niektóre mapy podają wysokość 1061. |
| 596 | 24 | Szczawnik                   | 1052     | tak   | |
| 597 | 25 | Płasza                      | 1163     | tak   | |
| 598 | 26 | NN (Dziurkowiec W)          | 1139     | tak   | |
| 599 | 27 | Dziurkowiec                 | 1188     | tak   | |
| 600 | 28 | Rabia Skała                 | 1192     | tak   | Niektóre mapy podają wysokość 1199. |
| 601 | 29 | Paportna                    | 1199     | tak   | |
| 602 | 30 | Paportna NE                 | 1175     | tak   | |
| 603 | 31 | NN                          | 1000     | tak   | |
| 604 | 32 | Jawornik (Sękowa)           | 1021     | tak   | |
| 605 | 33 | Czoło                       | 1159     | tak   | |
| 606 | 34 | Szypowaty (Mogiłki)         | 1070     |       | Na niektórych mapach nazwa „Szypowaty” dotyczy SW ramienia Mogiłek. |
| 607 | 35 | Hrubki                      | 1186     | tak   | |
| 608 | 36 | Kamienna                    | 1200     | tak   | |
| 609 | 37 | Krzemieniec                 | 1221     | tak   | |
| 610 | 38 | Wielka Rawka                | 1304     | tak   | |
| 611 | 39 | Mała Rawka                  | 1272     | tak   | |
| 612 | 40 | Dział 2                     | 1147     | tak   | Pierwszy wierzchołek Działu (1213,8) został tu pominięty ze względu na znikomą wybitność. |
| 613 | 41 | Zdegowa                     | 1065     |       | |
| 614 | 42 | Dział 3                     | 1141     | tak   | Znacznie poniżej szczytu jest punkt wysokościowy 1114,9. |
| 615 | 43 | NN                          | 1060     |       | |
| 616 | 44 | Pasika Rewakowa             | 998      |       | |
| 617 | 45 | Dział 4                     | 1100     | tak   | |
| 618 | 46 | Myniów Wierch               | 1041     |       | |
| 619 | 47 | NN                          | 1113     |       | |
| 620 | 48 | NN                          | 1123     |       | |
| 621 | 49 | Wielka Semenowa             | 1088     |       | |
| 622 | 50 | Mała Semenowa               | 1071     |       | |
| 623 | 51 | Kańczowa                    | 1115     |       | |
| 624 | 52 | Styńcza                     | 1123     |       | |
| 625 | 53 | Połoninka                   | 1111     |       | Na niektórych mapach Połoninka nosi nazwę „Beskid Wołosacki”. Podawana na mapach Wysokość 1104 dotyczy niższego, wschodniego wierzchołka Połoninki o wysokości 1103,5. |
| 626 | 54 | NN (Beskid Wołosacki N)     | 1106     |       | |
| 627 | 55 | Beskid Wołosacki            | 1083     |       | Na niektórych mapach turystycznych nazwa „Beskid Wołosacki” podana jest przy sąsiedniej Połonince, a ten szczyt pozostaje nienazwany. |
| 628 | 56 | Wołkowe Berdo               | 1121     |       | |
| 629 | 57 | Menczył                     | 1008     |       | |

##### Wysoki Dział i Pasmo Łopiennika
(mdw {\displaystyle \geqslant }10 m) schemat
| Lp. | Nr | Nazwa             | Wysokość | Szlak | Uwagi |
| --- | -- | ----------------- | -------- | ----- | ----- |
| 630 | 1  | Chryszczata       | 998      | tak   |       |
| 631 | 2  | Wołosań (Patryja) | 1071     | tak   |       |
| 632 | 3  | Przysłop          | 1006     |       |       |
| 633 | 4  | NN (Wołosań E)    | 1008     | tak   |       |
| 634 | 5  | Sasów             | 1011     | tak   |       |
| 635 | 6  | Feliszówka        | 1006     |       |       |
| 636 | 7  | Łopiennik         | 1069     | tak   |       |
| 637 | 8  | Boroło            | 1034     | tak   |       |

##### Pasmo Połonin
(mdw {\displaystyle \geqslant }10 m) schemat
| Lp. | Nr | Nazwa                               | Wysokość | Szlak | Uwagi                                                                                  |
| --- | -- | ----------------------------------- | -------- | ----- | -------------------------------------------------------------------------------------- |
| 638 | 1  | NN                                  | 1101     | tak   |                                                                                        |
| 639 | 2  | Smerek (Wysoka)                     | 1223     | tak   |                                                                                        |
| 640 | 3  | Strop                               | 1016     |       | Nazwa i wysokość pojawiają się na stronie hasła Smerek.                                |
| 641 | 4  | Szare Berdo                         | 1108     | tak   |                                                                                        |
| 642 | 5  | Osadzki Wierch                      | 1253     | tak   |                                                                                        |
| 643 | 6  | Hnatowe Berdo                       | 1187     |       |                                                                                        |
| 644 | 7  | Roh                                 | 1255     |       |                                                                                        |
| 645 | 8  | Średni Wierch                       | 1084     |       |                                                                                        |
| 646 | 9  | NN                                  | 1066     |       |                                                                                        |
| 647 | 10 | Hasiakowa Skała (Poł. Wetlińska)    | 1232     | tak   |                                                                                        |
| 648 | 11 | Kamianka                            | 1150     |       |                                                                                        |
| 649 | 12 | Jawornik                            | 1047     |       |                                                                                        |
| 650 | 13 | Dwernik Kamień                      | 1004     | tak   |                                                                                        |
| 651 | 14 | Skała (Połonina Caryńska 1)         | 1245     | tak   |                                                                                        |
| 652 | 15 | Kruhły Wierch (Połonina Caryńska 2) | 1297     | tak   |                                                                                        |
| 653 | 16 | NN                                  | 1200     | tak   |                                                                                        |
| 654 | 17 | Połonina Caryńska 3                 | 1239     | tak   |                                                                                        |
| 655 | 18 | Magura Stuposiańska                 | 1016     | tak   |                                                                                        |
| 656 | 19 | Połonina Caryńska 4                 | 1148     |       |                                                                                        |
| 657 | 20 | Wierszek                            | 1033     |       |                                                                                        |
| 658 | 21 | Szeroki Wierch 1                    | 1238     | tak   | Poniżej szczytu jest punkt wysokościowy 1225,7. Mapy turystyczne podają wysokość 1243. |
| 659 | 22 | Szeroki Wierch 3                    | 1294     | tak   | Szeroki Wierch 2 pominięto ze względu na znikomą wybitność.                            |
| 660 | 23 | Tarniczka (Szeroki Wierch 4)        | 1315     | tak   |                                                                                        |
| 661 | 24 | Tarnica                             | 1346     | tak   |                                                                                        |
| 662 | 25 | Kiśniczki                           | 1226     |       |                                                                                        |
| 663 | 26 | Krzemień                            | 1335     |       |                                                                                        |
| 664 | 27 | Bukowe Berdo                        | 1311     | tak   |                                                                                        |
| 665 | 28 | Grandysowa Czuba                    | 1026     |       |                                                                                        |
| 666 | 29 | Połonina Dźwiniacka                 | 1238     | tak   |                                                                                        |
| 667 | 30 | Szołtynia                           | 1201     | tak   |                                                                                        |
| 668 | 31 | NN                                  | 1108     |       |                                                                                        |
| 669 | 32 | Berdo Borsukowe                     | 1011     |       |                                                                                        |
| 670 | 33 | Widełki E                           | 1016     | tak   |                                                                                        |
| 671 | 34 | Widełki W                           | 1014     |       |                                                                                        |
| 672 | 35 | NN (Krzemień E)                     | 1317     |       |                                                                                        |
| 673 | 36 | Kopa Bukowska                       | 1320     |       |                                                                                        |
| 674 | 37 | Halicz                              | 1333     | tak   |                                                                                        |
| 675 | 38 | Kiczerka                            | 1021     |       |                                                                                        |
| 676 | 39 | Wołowy Garb                         | 1248     |       |                                                                                        |
| 677 | 40 | Rozsypaniec                         | 1280     | tak   |                                                                                        |
| 678 | 41 | NN (Rozsypaniec S)                  | 1262     |       |                                                                                        |
| 679 | 42 | Rozdoły (Połonina Bukowska)         | 1133     |       |                                                                                        |
| 680 | 43 | Jasieniów (Połonina Bukowska)       | 1151     |       |                                                                                        |
| 681 | 44 | NN                                  | 1157     |       |                                                                                        |
| 682 | 45 | Kińczyk Bukowski                    | 1251     |       |                                                                                        |
| 683 | 46 | Rozsypaniec Stiński                 | 1143     |       | Mapy turystyczne podają wysokość 1146.                                                 |
| 684 | 47 | Opołonek                            | 1028     |       |                                                                                        |

## Inne listy szczytów i zdobywanie tysięczników
Istnieje kilka list szczytów w Polsce powiązanych z możliwością otrzymania specjalnej odznaki za ich zdobycie. Najpopularniejsza jest Korona Gór Polski zawierająca 28 szczytów (z grubsza rzecz biorąc po jednym najwyższym szczycie z każdego pasma). Około połowa z nich to tysięczniki. Korona Sudetów Polskich to lista 31 szczytów utworzona na podobnej zasadzie, jednak przy bardziej szczegółowym podziale Sudetów. Tylko 5 szczytów z tej listy przekracza 1000 m n.p.m. Istnieje też lista Tysięczników Ziemi Kłodzkiej prowadzona przez regionalny oddział PTTK w Kłodzku. Zastosowano tu kryterium wysokości 1000 m i lista ta jest zbliżona do odpowiedniej części listy Tysięczników polskich.
Zdobycie wszystkich szczytów z listy Tysięczników polskich nie jest objęte patronatem przez żadną organizację, nie ma komisji weryfikującej udokumentowane wejścia, nie ma też za to żadnej oficjalnej odznaki. Ponadto należy pamiętać, że na terenie parków narodowych przebywanie poza szlakami turystycznymi jest zabronione i legalne wejście na znajdujące się tam szczyty jest możliwe wyłącznie po uzyskaniu specjalnej zgody władz danego parku. Wyjątek stanowią szczyty tatrzańskie udostępnione do uprawiania taternictwa.